# デズモンド・ムピロ・ツツ
デズモンド・ムピロ・ツツ（Desmond Mpilo Tutu、1931年10月7日 - 2021年12月26日）は、南アフリカの聖公会司祭であり、反アパルトヘイト・人権活動家として知られる神学者。
1985年から1986年にかけてヨハネスブルク主教を、その後1986年から1996年までケープタウン大主教を務めた。これらの地位に黒人男性が叙任されたのは初めてのことであった。彼は神学的には黒人神学とアフリカ神学の融合を目指し、政治的には社会主義者を自認していた。

## 人物
コーサ人とモツワナ人の混血児としてクラークスドープ（クレルクスドルフ）の貧しい家庭に生まれ、少年時代には南アフリカ各地を転々とした。成年時代に入ると教師としての教育を受け、ノマリゾ・レア・ツツと結婚し、複数の子供を儲けた。1960年、彼は聖公会の司祭に按手され、1962年にはキングス・カレッジ・ロンドンで神学を学ぶためにイギリスに渡った。1966年に南アフリカに戻り、南アフリカ連邦神学校で教職を務め、その後ボツワナ・レソト・スワジランド連合大学に移った。1972年には神学教育基金のアフリカ担当理事となった。この地位はロンドンに拠点を置いていたが、定期的にアフリカ大陸を周る必要があった。1975年に南アフリカに戻ると、彼は当初首席司祭としてヨハネスブルクのセント・メアリー大聖堂に務め、続いてレソト主教となり、南アフリカの人種隔離と白人少数派による支配構造であるアパルトヘイト制度に対する抵抗運動で積極的な役割を果たした。1978年から1985年にかけて、彼は南アフリカ教会協議会（SACC）の総書記となり、南アフリカで最も著名な反アパルトヘイト活動家のひとりとして浮上した。彼は国民党政府に対してアパルトヘイトが人種的暴力に繋がると警告しているが、活動家としては非暴力抵抗運動と、アパルトヘイト政策を変えさせるための外国からの経済的圧力を重視した。
1985年、ヨハネスブルク主教となり、1986年には南部アフリカ聖公会の序列において最上位であるケープタウン大主教となった。この地位で、彼は合意形成を促すことで統率力を発揮するリーダーシップモデルを重視し、女性司祭の導入を監督した。また、1986年には全アフリカ教会会議の総幹事（President）になり、その結果更にアフリカ大陸を周遊することとなった。反アパルトヘイト活動家ネルソン・マンデラが1990年に監獄から解放され、デクラーク大統領とアパルトヘイトの終了について交渉した後、新たな政府をツツは支援した。交渉の間、彼は競合する黒人組織の仲介役を果たした。マンデラはツツを真実和解委員会の議長に選び、過去の人権侵害を調査させた。アパルトヘイトの崩壊の後、ツツは同性愛者の権利を訴えるキャンペーンを行い、パレスチナ紛争、イラク戦争への反対、南アフリカ大統領タボ・ムベキとジェイコブ・ズマへの批判などの幅広い主題について意見を述べた。そして2010年に公職から引退した。
ツツは1970年代に名を成すとともに毀誉褒貶を受けた。アパルトヘイトの支持者は彼を嫌悪し、多くの白人リベラルが彼を過激すぎるとみなした。そして共産主義者は彼の反共主義的スタンスを非難した。彼は黒人大衆から広く人気を集めており、反アパルトヘイト活動によって国際的評価が高く、ノーベル平和賞を含む一連の賞を受賞した。彼はまた、自身のスピーチと発言を複数の本にまとめた。

## 初期の経歴

### 少年時代： 1931-1950
デズモンド・ムピロ・ツツは1931年10月7日にクラークスドープで生まれた。母親のアレン・ドロテア・マヴォエルツェク・マタラレはボックスバーグに住むモツワナ人の一家の生まれだった。父親のザカリア・ゼリロ・ツツ（Zachariah Zelilo Tutu）はコーサ人のanaMfengu支族の出身であり、グクワ（現東ケープ州のバターワース）で育った。この夫婦は家庭内ではコーサ語を使用していた。ザカリアはラヴデール校で小学校の教師としての教育を受けた後にボックスバーグで就職し、そこで妻アレンと結婚した。1920年代後半、彼はアフリカーナーが建設した都市、クラークスドープで職を得た。ザカリアとその妻は、その町の黒人居住区に住んでいた。この居住区は1907年に創設され、後にマコエテンド（Makoetend）と改名されたが、「土着の場所（native location）」として知られていた。ここには多様なコミュニティが暮らしていた。大部分はツワナ人だったが、コーサ人、ソト人、そして少数のインド人商人も暮らしていた。ザカリアはメソジストの小学校で校長（the principal）として働き、家族は校長邸で暮らした。これは、このメソジストの学校の庭にある小さな泥レンガの建物であった。

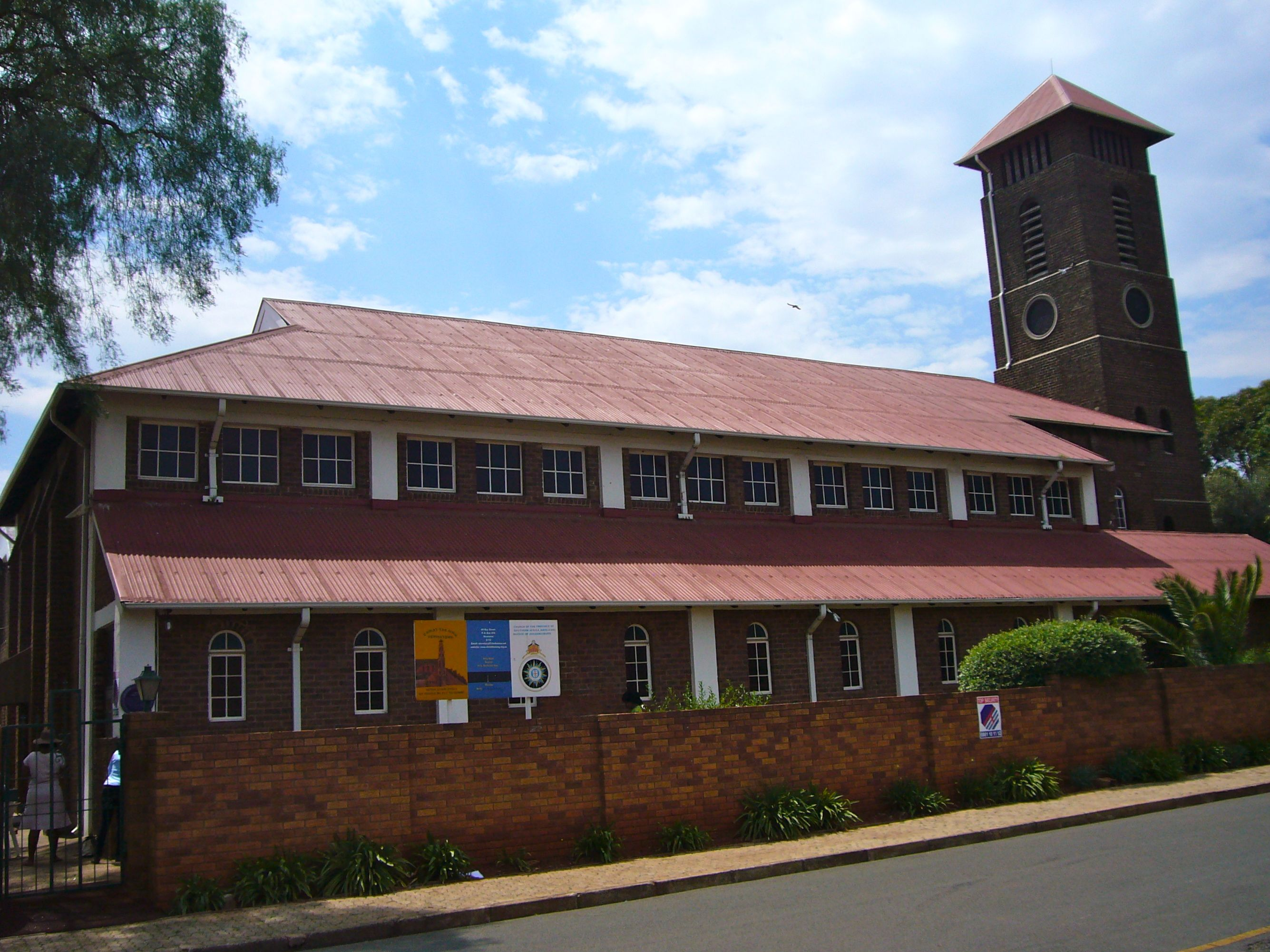
ソフィアタウンのキリスト・ザ・キング教会。この教会でツツは司祭トレヴァー・ハドルストン（Trevor Huddleston）の下で働いた。

ツツの一家は貧しかった。家族についての説明で、ツツは後にこの点について「私たちは裕福ではなかったが、極貧というわけでもなかった。」としている。ツツには姉シルヴィアがおり、彼女はツツを「ムピロ（命）」と呼んでいた。この名前は父方の祖母から彼に与えられたものである 。他の家族は彼を「ボーイ（Boy）」と呼んでいた。ツツは次男であった。長男のシポ（Shipo）がいたが、彼は幼少の頃に死亡した。ツツは誕生した時からポリオに犯されていた。この結果、彼の右手は小さく萎縮し、またある時には深刻な火傷を負って入院した。彼は父親と非常に仲が良く、父が大好きであったが、父が大酒飲みでしばしば母を叩くことに怒っていた。一家は当初メソジストに所属し、ツツも1932年7月にメソジストの教会で洗礼を受けた。彼らはその後、まずアフリカ・メソジスト監督教会に、次いで聖公会に転会した。
1936年、一家はツィングに移り、ザカリアはそこでメソジスト学校に校長として採用された。彼らは学校の庭にある小屋で生活した。ツツはそこで初等教育を受け始め、他の子供たちとフットボールをし、聖フランシス聖公会に奉仕するようになった。彼は読書を愛するようになり、特にコミックとヨーロッパの御伽噺を楽しんだ。また、ここで地域の主要言語であるアフリカーンス語を学んだ。そしてこの地で、ツツの両親にとって3番目の息子であるタムサンカ（Tamsanqa）が生まれたが、彼もまた幼くして死んだ。1941年頃、ツツの母はヨハネスブルク西部の視覚障碍者施設であるエゼンゼレニ（Ezenzeleni）のコックとして働くためウィットウォータースランドへ移った。ツツは彼女についてその街に入り、タウンシップ内に自分たちの家を確保するまでは西ロードポートに叔母と一緒に住んでいた。ヨハネスブルクで、彼はメソジストの小学校に入り、その後聖アグネス・ミッションのスウェーデン人寄宿学校（SBS）に移籍した。数か月後、彼は父親と共に東トランスヴァールのエルメロに移った。6か月後、2人は西ロードポートに残った家族と一緒に生活するために戻り、ツツはSBSに復帰した。ツツはキリスト教への興味を募らせ、12歳の時にロードポートの聖メアリー教会で堅信を行った。
ツツは小学校の算数分野の試験に落第したが、それでも彼の父は1945年にツツをヨハネンスブルクのバントゥー高校に入学させた。この学校でツツは優秀な成績をあげた。ラグビーユニオンのチームに参加し、それ以来生涯にわたってこのスポーツを愛した。学校の外では、オレンジを売ったり、白人のゴルファーのキャディーをして金を稼いだ。通学にかかる電車代を節約するため、家族と共に一時的にヨハネスブルクの近郊に住んだが、その後両親と共にマンシーヴルに戻った。ツツはヨハネスブルクに戻ってホステルに入った。このホステルはソフィアタウンにあるクライスト・ザ・キング教会（Church of Christ the King）周辺にある聖公会の施設の一部であった。ツツはこの教会で奉仕するようになり、その祭司であったトレヴァー・ハドルストンの影響を受けるようになった。1947年、ツツは結核を患い、リットフォンテンで18か月間入院した。その間、大部分の時間を彼は読書に費やした。入院した病院で彼は成人であることの証として割礼を受けた。1949年、ツツは学校に戻り、1950年の後半に国家試験で高校卒業資格を取得した。

### 大学と教師としてのキャリア： 1951-1955
医者になることを望んだツツは、医学について学ぶためウィットウォータースランド大学への入学権を確保したが、彼の両親は授業料を支払うことができなかった。そのためツツは教職に進路変更し、1951年に教師養成機関であるプレトリア・バントゥー教員養成大学（Pretoria Bantu Normal College）の課程を受講するための政府奨学金を取得した。そこで彼は学生代表評議会（the Student Representative Councillor）の会計係を務め、the Literacy and Dramatic Societyの組織化を助け、文化討論協会（the Cultural and Debating Society）の会長を2年間務めた。ある地方討論会の折に、ツツは弁護士で将来大統領となるネルソン・マンデラと初めて出会った。マンデラはこの時の出会いを覚えておらず、1990年まで2人が再び会うことはなかった。この大学で、ツツは活動家のロバート・ソブクウェから試験についての助言を得て、トランスヴァール・バントゥー教師免許（Transvaal Bantu Teachers Diploma）を取得した。また、南アフリカ大学（UNISA）が提供する5つの通信課程をとっており、後のジンバブエの指導者となるロバート・ムガベと同じクラスを卒業した。
1954年、ツツはマディバネ高校（Madibane High School）で英語教師になった。その翌年にはクルーガーズドープ高校に移籍して英語と歴史を教えた。彼は妹の友人で小学校教師を目指して勉強していた、ノマリゾ・レア・シェンクサネ（Nomalizo Leah Shenxane）と交際するようになった。彼らはクルーガーズドープ・ネイティブ・コミッショナーズ裁判所（Krugersdorp Native Commissioner's Court）で1955年7月に法的に結婚し、メアリー・クイーン使徒教会（the Church of Mary Queen of Apostles）でローマ・カトリックの結婚式を挙げた。ツツはプロテスタントであったが、ノマリゾ・レアがカトリック信徒であったため、この結婚式に同意した。新婚の2人は6か月後に部屋を借りるまで、ツツの両親の部屋に住んだ。2人の最初の子供、トレヴァー（Trevor）は1956年4月に生まれた 。最初の娘タンデカ（Thandeka）はその16か月後に生まれた。夫妻は聖パウロ教会（St Paul's Church）で礼拝を行い、ツツは日曜学校の教師、聖歌隊副指揮者（assistant choirmaster）、教会評議員（church councillor）、信徒伝道者（lay preacher）、そして助祭代理（sub-deacon）としてボランティアを行い、教会以外では地元のフットボールチームの管理者としてボランティアを行った。

### 聖職者となる：1956-1966

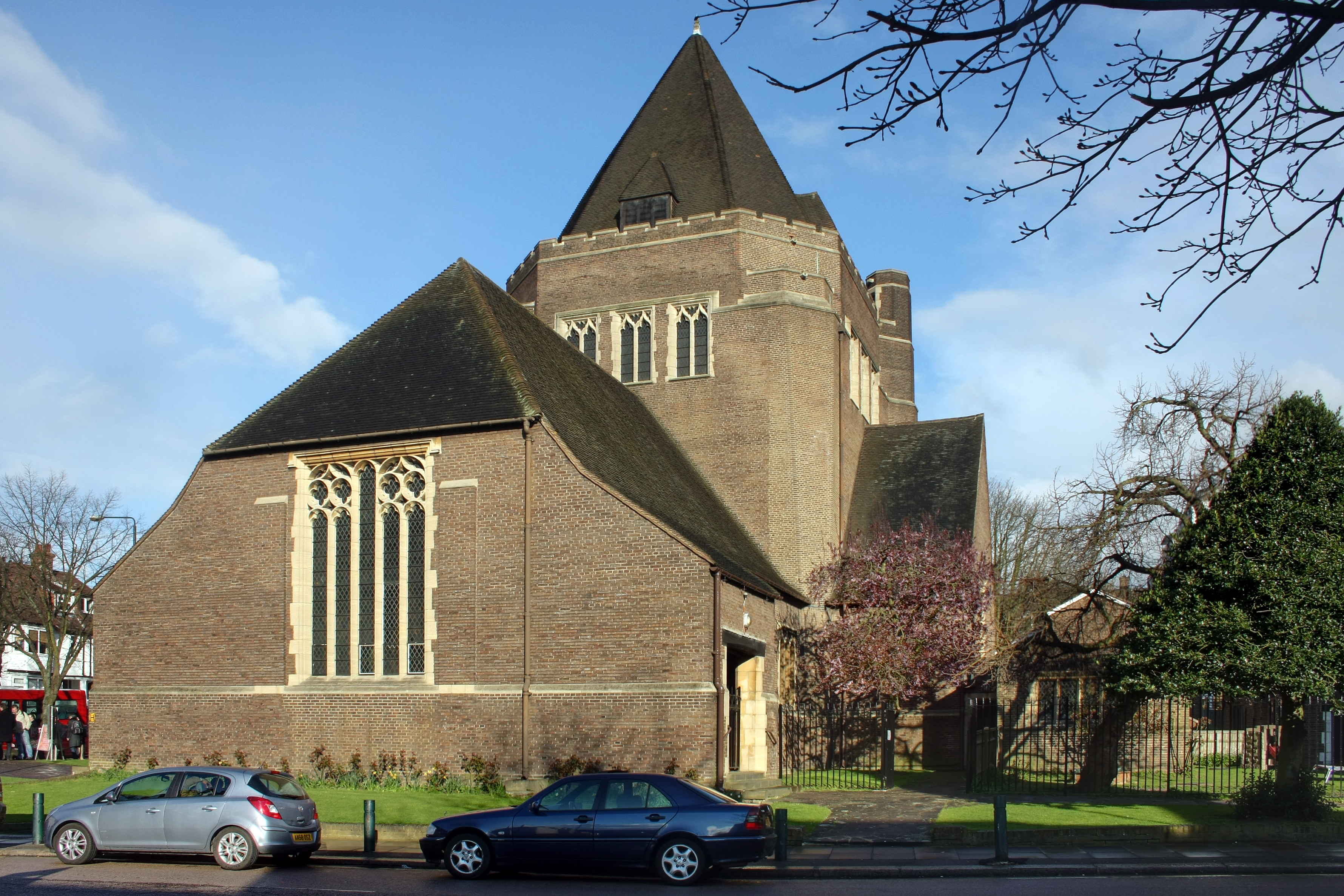
ツツはゴールダーズ・グリーン（Golder's Green）の聖アルバン殉教者教会（the Church of St Alban the Martyr）で初めて白人の信徒に対して聖職者として奉仕し、家族と共に牧師補（curate）の共同住宅（flat）に住んでいた。

1953年、極右の国民党政府はアパルトヘイト体制を盤石にする手段として、バントゥー教育法を導入した。ツツ夫妻はこの改革を嫌い、教職を辞めることを決めた。ハドルストンの助力を得て、ツツは教師を辞職して聖公会の司祭になった。1956年1月、叙階候補者組合（Ordinands Guild）へのツツの参加申請は、彼が債務を抱えていたことから拒否された。この債務は富裕な実業家であるハリー・オッペンハイマーが肩代わりして支払った。ツツはヨハネスブルクのロゼッテンヴルの聖ピーター神学校（St Peter's Theological College）に入ることを認められた。この学校は聖公会のCommunity of the Resurrectionによって運営されていた。この学校には居住区があり、ツツは妻が看護師の訓練でセククネランドに行っている間、ここに住んでいた。また、子供たちはツツの両親と共にマンシーヴルに住んだ。1960年8月、彼の妻はもう1人の娘、ナオミ（Naomi）を生んだ。
この大学で、ツツは聖書、聖公会の教義、教会史、そしてキリスト教の倫理を学んだ。ここの教授であるゴッドフリー・ポーソンは、ツツは「格別の知識と叡智を持ち、極めて勤勉である。そして自惚れを見せることなく、人々とよく交わり人気がある...彼は明らかにリーダーシップに恵まれていた。」と書いている。ツツはキリスト教とイスラーム教についての議論によって、大主教の年次論文賞を受賞した。彼が大学の日々を過ごす間に、南アフリカにおける反アパルトヘイト活動は激化し、付随してこれに対する政府の弾圧も激しくなっていった。1960年3月にはシャープビルの虐殺の結果、数百人の死傷者が出ていた。ツツと彼の他の研修生たちは、この反アパルトヘイト活動を支援するために動くことはなかった。彼は後に「私たちはある意味で非政治的な一団だった。」と記している。

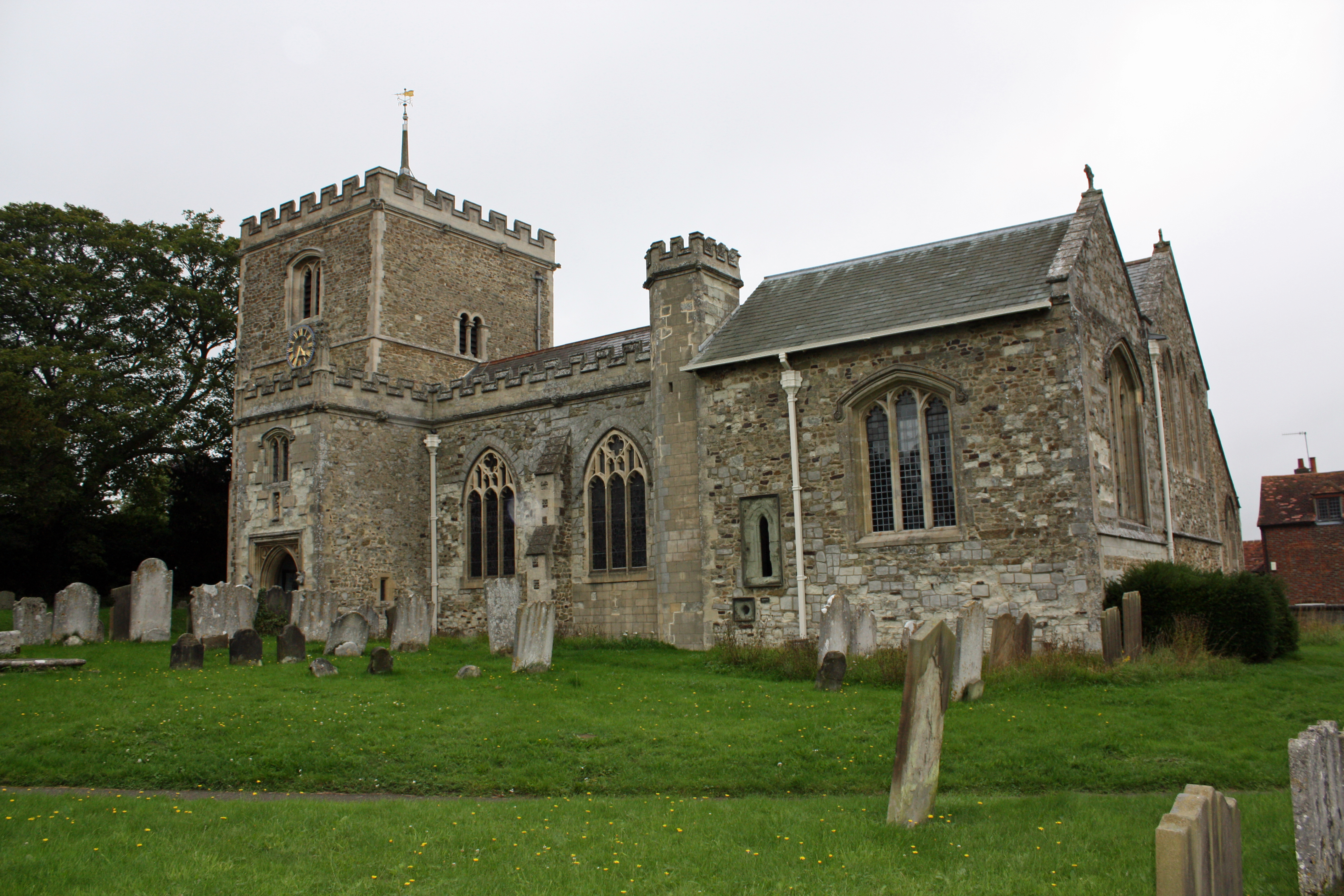
修士時代、ツツは牧師補（curate）としてサリー州のブレッチングリー（Bletchingley）にある聖メアリー教会で働いた。

1960年12月、エドワード・パゲットはツツを聖メアリー大聖堂の聖公会司祭に任命した。ツツはその後、ベノニの聖アルバン教区の協力牧師（assistant curate）に任命され、そこで妻と子供たちに再会した。彼らは改装したガレージに住んでいた。ツツは1か月に72.50ランドの収入を得たが、それは白人の同格者たちの収入の3分の2であった。1962年、ツツはトコザの聖フィリップ教会（St Philip's Church）に移り、そこで集会担当となり、司祭の使命に対する情熱を育んだ。南アフリカの白人支配の中で、聖公会創設者たちの多くは、より多くの土着のアフリカ人が教会の権限を持った地位に必要であると感じていた。これを支援するは、ツツにイギリスのキングスカレッジ（KCL）で神学教師としての訓練を受けさせることを提案した。国際宣教師協会（International Missionary Council）の神学教育基金（Theological Education Fund：TEF）によって費用が確保され、政府はツツにイギリスへの移動許可を与えることに合意した。
キングスカレッジの神学部で、ツツはデニス・ナインハム、クリストファー・エヴァンズ、シドニー・エヴァンズ、ジェフリー・パリンダー、そしてエリック・マスコールのような神学者の下で学んだ。ロンドンでツツの一家はアパルトヘイトと、南アフリカのパス法に制約されない自由な生活の経験に感銘を受け、後に「イングランドにはレイシズムがある。だが、我々はそれに晒されていない。」と書き記している。一家はゴールダーズ・グリーンの聖アルバン殉教者教会（the Church of St Alban the Martyr）裏手にある副牧師（curate）の共同住宅（flat）に移り住んだ。彼らはツツが日曜礼拝を手伝うという条件で家賃を免除してもらうことができ、これを通じて初めて白人の信徒に奉仕をした。この共同住宅で1963年に娘のムポ・アンドレア（Mpho Andrea）が生まれた。ツツは優秀な成績を修め、指導教員から優等学位に変更するよう勧められた。そのため彼は優等学位に必要なヘブライ語も学んだ。
学士の修了が近づくにつれ、彼はTEFの奨学金を得ることができたため修士号を取得することに決めた。彼は1965年10月から1966年9月までで修士の学位を取得した。修士論文は西アフリカにおけるイスラームを題材にしたものだった。この時期、一家はゴールダーズ・グリーンからサリーのブレッチングリーに移り、ツツは聖メアリー教会の協力牧師（assistant curate）として働いた。この村で、彼は彼の所属する聖公会の教区員と地元のローマ・カトリックおよびメソジストのコミュニティの協力を奨励した。ロンドンでの日々は、ツツの白人に対する敵意と人種的劣等感を捨てさり、白人に従属する習慣を乗り越えるための一助となった。

## アパルトヘイト中のキャリア

### 南アフリカとレソトでの教育：1966-1972
1966年、ツツ一家はイギリスを去り、パリとローマを経由して東エルサレムへ旅した。この街で2か月を費やし、ツツはアラビア語とギリシア語を聖ジョージ大学で学んだ。彼はこの都市におけるユダヤ人とアラブ系市民の間の緊張に衝撃を受けた。一家はここから南アフリカに戻り、ウィットウォータースランドでクリスマスを家族で過ごした。人種隔離とパス法が課せられる社会に再び順応することは彼らにとって容易ではなかった。彼はイスラームの聖典クルアーン（コーラン）におけるモーセというテーマで南アフリカ大学の博士号（PhD）を得る可能性を探ったが、この計画は実現しなかった。1967年、彼らは東ケープのアリスに赴いた。そこでは異なるキリスト教派の訓練機関が合併して南アフリカ連邦神学校（Fedsem）が設立されたばかりであった。ツツはそこで教義、旧約聖書、ギリシア語の教官として雇われた。ツツはこの大学の最初の黒人職員であり、他のほとんどの職員は在留ヨーロッパ人とアメリカ人であった。このキャンパスは南アフリカ社会ではほとんど存在しないレベルでの人種混合を認めていた。ツツの妻ノマリゾ・レアも図書館助手としてここで雇用を得た。夫妻は、南アフリカ政府のバントゥー教育のシラバスで指導されないように、スワジランドの私立の寄宿学校に子供たちを送った。
聖ピーター教会では、ツツは汎プロテスタントグループの教会統一委員会（Church Unity Commission）に加わり、南アフリカでの聖公会・カトリックの対話の代表者を務めた。彼はまた、この時点から学術誌や時事問題の雑誌に寄稿し始めた。ツツはまた隣接するフォート・ヘア大学の聖公会チャプレンとして任命された。この時代としては異例なことに、彼は男子学生とともに女子学生たちを聖餐式の奉仕者に任じた。彼はAnglican Students' FederationとUniversity Christian Movementで会合するため、聖公会の学生代表団に加わった。この環境から、スティーヴ・ビコやバーニー・ピトヤナのような人物の指導力の下、黒人意識運動が登場した。ツツはアパルトヘイトと闘うために他の人種グループと協力することを厭わなかったが、彼らの努力は支持していた。
1968年8月、彼は南アフリカの状況を東側諸国と比較し、当時のプラハの春を反アパルトヘイトになぞらえた説教を行った。9月、フォート・ヘアの学生たちは大学経営方針への抵抗として座り込みを行った。彼らが警官と警察犬に包囲された後、ツツは群衆の中に分け入り、抗議者たちと共に祈った。国家権力が異議を圧するために使用されるのを目撃したのは彼にとってこれが初めてであり、翌日、彼は礼拝の間に嗚咽した。
ツツは南アフリカ連邦神学校の副校長に就任する予定であったが、レソトのローマにあるボツワナ・レソト・スワジランド連合大学（UBLS）の教員としての職を受け入れ、連邦神学校を離れることを決めた。この新しい地位は、彼が子供たちのそばで暮らすことを可能とし、連邦神学校で彼が得ていた報酬の倍額が提供された。
1979年1月、ツツは妻と共にUBLSのキャンパスに移った。彼のスタッフメンバーの大半はアメリカとイギリスから来た白人が大半であったが、UBLSの方針は非人種的かつ包含的なものであった。教職に就くのと同じく、彼は大学の聖公会牧師と、二つの学生寮の管理者（warden）となった。レソトでは、彼はLesotho Ecumenical Associatioの理事会（the executive board）に参加し、南アフリカ連邦神学校とローズ大学の外部審査官を務めた。1971年の2月の父親の死の直前に訪問したのを含めて、複数の機会にツツは南アフリカに帰国した。

### TEFのアフリカ理事として：1972-1975
神学教育基金（TEF）はツツにアフリカ担当の理事になることを要請した。この地位に就くにはロンドンへの移住が必要であった。ツツはこれに同意したが、当初南アフリカの当局は出国許可を出すことを拒否した。当局はフォート・ヘアの学生の抗議活動以来、彼に不審を抱いており、またTEFを運営していたWCCが、アパルトヘイトを非キリスト教的であるとして非難したため、これに対してもますます敵意を向けていた。ツツがこの地位に就くことが南アフリカにとって良い宣伝になると主張した後、南アフリカ当局は対応を和らげた。1972年3月、彼はイギリスに戻った。TEFの本部はロンドン南東部にある町、ブロムリーにあり、ツツと家族は近隣のルイシャムに住んだ。ここでツツは聖アウグスティヌス教会の名誉副牧師（curate）となった。
ツツの新たな仕事は、当然のこととして神学訓練機関と生徒の助成金を査定することが必要であった。このために、1970年代初頭、彼はアフリカの各地を周遊しなければならなかった。ザイール（現：コンゴ民主共和国）で、彼は広範な腐敗と貧困に嘆き、モブツ・セセ・セコに「軍事政権は...極めて腐敗し南アフリカよりも酷い。」と文句をつけた。ナイジェリアでは、彼は初めて現実の生活の中でキリスト教徒とイスラーム教徒が交流している様子を目撃し、またビアフラ共和国が崩壊したことへのイボ族の恨みに懸念を表明した。1972年、彼は東アフリカ周辺を旅した。そこで彼はジョモ・ケニヤッタのケニア政府から強い感銘を受け、イディ・アミンのウガンダにおけるアジア人の追放を目の当たりにした。イングランドに戻り、彼は見知らぬ人にウガンダからの南アジア系難民と勘違いされ「クソ野郎が、ウガンダに帰れ。（You bastard, get back to Uganda）」という言葉を浴びせられた。これはツツがイギリスでレイシストに遭遇したわずかな経験の1つであった。ツツはまた、自身も潜在的に反黒人の人種差別的思考を持っていることを認識した。ナイジェリアの飛行機に乗った時、操縦士と副操縦士が2人とも黒人であることを知った後、彼は「不安がおさまらない（nagging worry）」のを感じた。白人だけにそのような地位と責任を委ねることができると考えていたのである。
1970年代の初頭の間、ツツの神学は根本的に変化した。この変化はアフリカでの経験と、TEFのラテンアメリカ支部副支部長アハロン・サプセジアン（Aharon Sapsezian）の紹介を通じて解放の神学の運動を発見したことの双方によってもたらされた。黒人神学を発見すると、彼はすぐそれに惹きつけられ、1973年にはニューヨーク市のユニオン神学校でその主題についての会議に出席した。この会議に提供した論文において彼は「黒人神学は行動的な神学であり、超然とした学究的な神学ではない。それは現実の問題、黒人が生きるか死ぬかという問題に関する、体感のレベルの神学である。」と説明している。彼は、この論文は黒人神学の学術的な正当性を示そうという試みではなく、むしろ「単純明快な、恐らくは耳触りの悪い、その存在についての声明である。黒人神学は存在する。その存在には誰の許可も必要としない...率直に言って、我々が我々の行動を行うにあたって白人の許可を待つという時はすでに過ぎ去ったのだ。我々の活動が白人から見て知的な作法に適っているかどうかは何ら重要ではない。我々は意に介することなく前に進む。」と説明している。
ツツはアフリカ系アメリカ人が派生させた黒人神学と、アフリカ神学の融合を追い求めた。このアプローチは、黒人神学をアフリカの状況と関係のない外国からの輸入品とみなしたジョン・ンビティのような他のアフリカの神学者たちとは対照的である。

### ヨハネスブルクの首席司祭、およびレソト主教として：1975-1978
1975年、ツツは新たなヨハネスブルク主教にノミネートされたが、ティモシー・バヴィンに敗れた。バヴィンはツツに自分が辞職した後のヨハネスブルクの聖メアリー大聖堂（St Mary's Cathedral）の首席司祭になるよう促した。ツツは1975年3月、（南アフリカの聖公会で4番目に高い序列である）この地位に選出され、この地位に黒人として初めて就任することになった。これは南アフリカでトップニュースとなった。ツツは南アフリカに戻ることを決めたが、妻のノマリゾ・レアはこれに反対し、結果として夫婦の関係は悪化した。ツツは1975年8月の式典で正式に首席司祭となった。聖メアリー大聖堂はこのイベントのために大混雑となった。式典にはTEF理事長であるアルメニア正教会大主教のカレキン・サーキシアンも出席した。ヨハネスブルクに移動した後、ツツは白人地区のホートン地区郊外にある首席司祭の邸宅には住まず、大部分が貧しい黒人の地区であるソウェトのオルランドタウンシップにある中産階級の通りに住んだ。この大聖堂の信徒たちは人種的に多様であったが、多数派は白人であった。この人種状況は、人種間平等と、隔離の存在しない南アフリカの将来の可能性を希求するツツに希望を与えた。彼は大聖堂の信徒が使用していた典礼の近代化を試みたが、大多数の人々がそれを求めていないことに気づいた。また、彼が女性に対する聖職授与を支持し、自身の説教と典礼で使用する男性代名詞を性的に中立（gender neutral）なものに置き換えたことで、信者の間で見解の分裂が起きた。

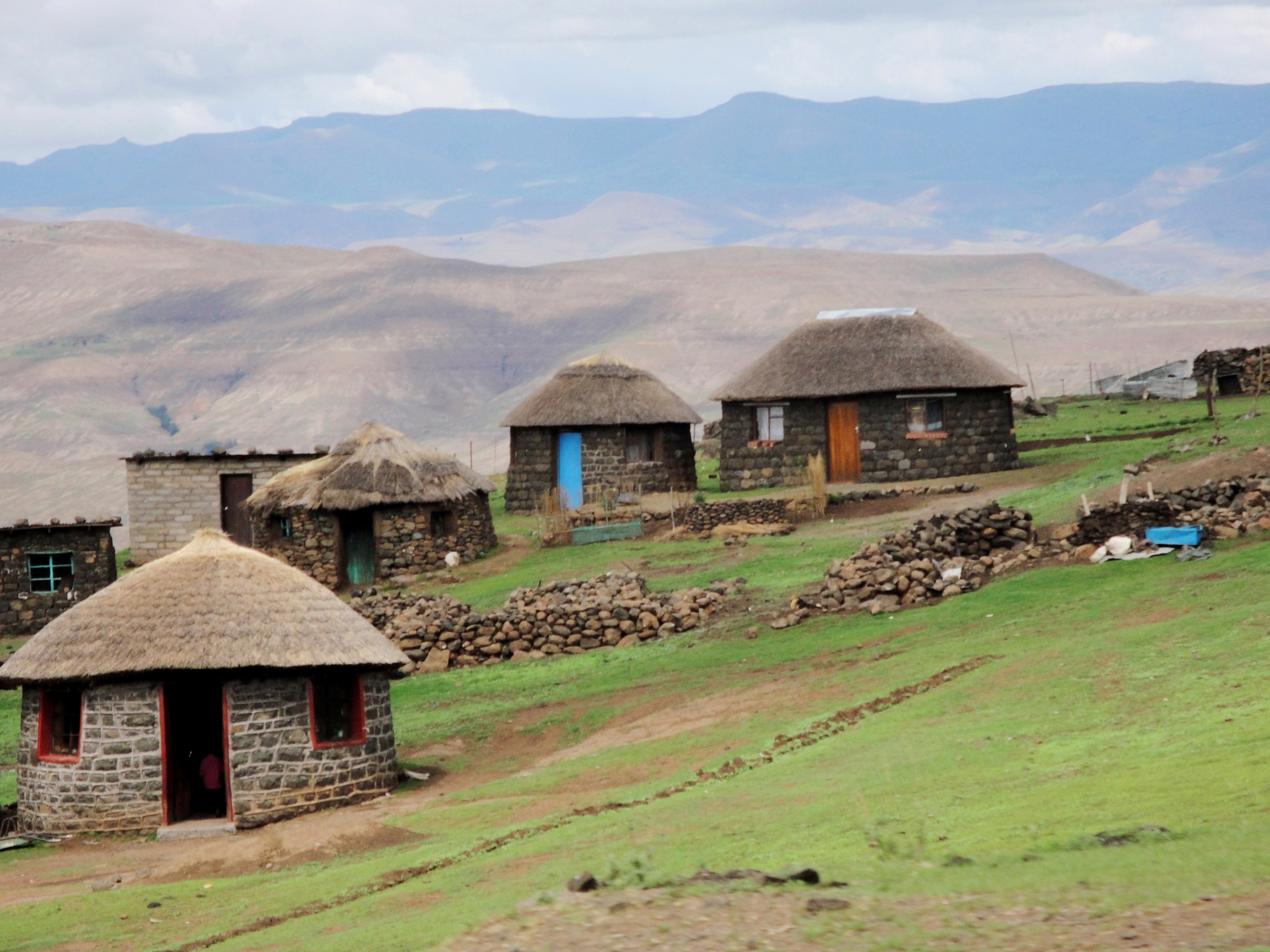
レソト主教として、ツツは人々が住むレソト国内の山々を周った。

ツツは、自分の地位を使って社会的不公正と見做したことを公に批判した。彼はメンフェラ・ランフェレのような黒人意識運動の関係者や、ンタト・モトラナのようなソウェトのコミュニティのリーダーと会い、国際的に公認された、アパルトヘイト政策を巡る南アフリカに対する経済的ボイコットを公然と支持した。
彼は政府の1967年のテロリズム法に反対し、反アパルトヘイト運動家（campaigner）のウィニー・マンデラと立場を共有した 。彼は大聖堂で人種間の調和のために24時間の祈り（徹夜祭）を行った。この法律の下に拘留されている人々のための特別な祈りが、このツツの行動には含められていた。1976年5月、彼は首相バルタザール・フォルスターに、アパルトヘイトの解体を強く促し、政府がこの政策を継続した暁には、この国で人種間の暴力が噴出するであろうという警告の手紙を送った。6週間後、ソウェト蜂起が勃発した。これは教育言語としてアフリカーンス語を必須とすることに対する黒人の若者の抗議が、警察と衝突したものである。10か月で少なくとも660人が殺害され、その大多数は24歳以下であった。ツツは白人社会にこの件に関する怒りが欠如しているように見られることに憤り、日曜礼拝でこの問題を取り上げ、白人の沈黙を「死んだように静か（deafening）」であると述べて、もし警官と政府系の民兵組織に殺害された学童が白人であったら、彼らは今見せているのと同じ沈黙を示すだろうかと問うた。
ツツの首席司祭としての任期は7年間の予定であったが、彼は7か月でレソト主教の選挙にノミネートされた。ツツはその地位を望んでいなかったが、それとは無関係に1976年3月にレソト主教に選出された。彼は不本意ながらこの人事を受諾した。この決定は彼の信奉者（congregation）たちを動揺させた。彼らは自分たちの教区をツツが個人的キャリアアップのための足掛かりとして利用したと感じていた。7月、ビル・ブルネットは聖メアリー大聖堂においてツツを主教に任命した。8月、ツツはレソトの首都マセルの聖メアリー・聖ジェームズ大聖堂の式典でレソト主教に就任した。この式典には国王モショエショエ2世および首相レアブア・ジョナサンを含む数千人が出席した。レソト主教としてツツは主教区を巡行し、しばしば山中にある教区も訪れていた。彼はソト語を学び、この国への愛着を深めた。彼はフィリップ・モククをこの主教区の初代首席司祭に任命し、バソト人聖職者への継続教育に最大の重点を置いた。彼は王家と親しく交際したが、ジョナサンの右翼政権は支持しておらず、そちらとの関係は緊張したものになった。1977年9月、彼は東ケープ州で行われた黒人意識運動の活動家スティーヴ・ビコの葬儀に招かれ、スピーチをするために南アフリカに戻った。ビコは拘留中に警察によって殺害されていた。葬儀の席でツツは、黒人意識は「神の御業です。神はスティーヴを通じて、黒人が彼自身の本質的価値（intrinsic value）と、神の子としての価値（worth as a child of God）に目覚めることを望んだのです。」と述べた。

### 南アフリカ教会協議会事務総長: 1978-1985

#### SACCの統制
ツツはジョン・リース（John Rees）の後任として南アフリカ教会協議会（SACC）の事務総長（general secretary）にノミネートされたが、結局ジョン・ソーン（John Thorne）が選出された。だが、ソーンは3か月後その地位を辞任し、ツツがもう一度ノミネートされ、今度は選ばれた。ツツは受諾を迷ったが、主教会議（synod of bishops）の強い要請によりこれを受諾した。彼のこの決断は、レソトの聖公会信徒に怒りをもって迎えられた。ツツは1978年3月にSACCの実権を握った。ツツはヨハネスブルク（ここにSACCが本部を置くコツォ・ハウスがある。）の、かつてのオルランド・ウェストの家に戻った。この時は匿名の外国人による寄付でこの家が購入された。ノマリゾ・レアは南アフリカ人種関係研究所のアシスタント・ディレクターとして職を得た。ツツはSACCの初めての黒人指導者であり、この時点では、SACCは黒人が多数派を占めるごくわずかな南アフリカのキリスト教機関の1つであった。彼はSACCで、日々の職員の祈り、定期的な聖書の学習、月次の正餐、瞑想（silent retreats）を導入した。また、新しいスタイルの指導力を発達させ、イニシアティヴを取ることに長けた上級の（senior）スタッフを任命し、SACCの細かい作業の多くを彼らに委任するとともに、会議と覚書を通じて彼らとの連絡を維持した。彼のスタッフの多くが彼を「Baba（お父さん）」と呼んでいた。彼はSACCを南アフリカで最も目立つ人権主張団体にすることを決断した。これは政府の逆鱗にふれるであろう方向性であった。彼の努力は国際的に有名となり、1978年にはキングス・カレッジ・ロンドンが彼をフェローに選出し、ケント大学とニューヨークのGeneral Theological Seminaryも名誉博士号を授与した。翌年にはハーバード大学もまた、彼に名誉博士号を授与した。
SACCの首脳としてのツツは資金調達にほとんどの時間を費やし、特にSACCの様々なプロジェクトのために海外から資金を確保しようと試みた。この間、SACCの部門役員たちの1人が資金を横領していたことが明らかとなった。1981年11月、この問題を調査するため、裁判官C .F .エロッフ（C. F. Eloff）率いる全員が白人の政府委員会が立ち上げられた。ツツは証拠をこの委員会に提出し、調査中にアパルトヘイトは「邪悪（evil）」であり「非キリスト教的（unchristian）」であると非難した。エロッフの報告書が公表されたとき、ツツは特に委員会に神学者が1人も参加していないことに焦点をあて、（イギリスの園芸展の）チェルシー・フラワー・ショーを「盲人の審査団（a group of blind men）」に審査させるようなものだとそれを非難した。ツツはまた牧師の仕事に復帰したいと考え、1981年にはソウェトのオルランド・ウェストの聖オースティン教会（St Augustine's Church）の教区牧師（rector）になった。また、彼は自身の説教とスピーチの収集を始めた。これは1982年に、『Crying in the Wilderness: The Struggle for Justice in South Africa』というタイトルで出版された。続いて1984年には『Hope and Suffering』という別の集成が出版された。

#### 活動とノーベル賞
この時代、彼は監獄に囚われているウムコント・ウェ・シズウェ（民族の槍）を代表して証言した。この組織は違法組織とされた、アフリカ民族会議（ANC）に繋がる反アパルトヘイト武装組織である。彼は非暴力を誓い、暴力に訴える全ての側の人々を非難するが、どの非暴力的戦術もアパルトヘイトを覆すに至らないと証明された時、他の黒人アフリカ人がなぜ暴力へと向かうのかは理解できると述べた。先の演説では、南アフリカ政府に対する武装闘争が成功する見込みは小さいという見解を表明していたが、西側諸国を偽善者とも言い放ち、西側諸国が南アフリカの武装解放組織を非難しているのに、第二次世界大戦中のヨーロッパにおける武装解放組織は賞賛していたことを指摘した。

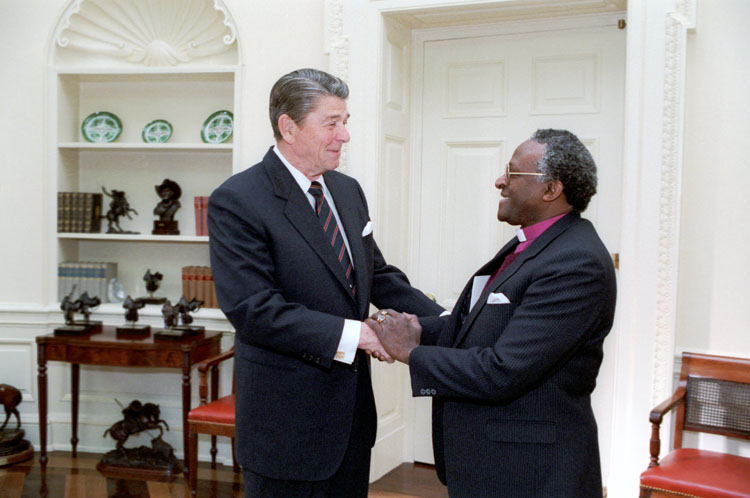
アメリカ大統領ロナルド・レーガンは1984年にデズモンド・ツツと面会した。ツツはレーガン政権について「我々黒人にとって紛れもない災厄」と述べ、レーガン自身については「単純で純粋なレイシストである。」と述べた。

デンマークのジャーナリストに対し、南アフリカに対する国際的な経済的ボイコットを支持すると述べた後、ツツは1979年10月に懲罰のために2人の閣僚の前に呼び出された。1980年、政府は彼のパスポートを没収した。この行為はツツへの国際的注目を高め、アメリカ国務省とロバート・ランシーのような聖公会の要人からの非難を招いた。ツツはまた、捕らわれていた反アパルトヘイト活動家、マンデラの解放を求める請願書に署名をした。マンデラの解放は当時まだ国際的な重大事（cause celebre）とはなっていなかった。1980年、SACCは南アフリカの人種法の数々に対する市民の不服従を組織として支援することを誓った。5月にソーンが逮捕された後、ツツとジョー・ウィングは抗議の行進を主導し、この最中に治安警察（riot police）に逮捕され、一晩拘束され罰金を課された。当局はツツの旅券を押収した。この出来事の余波として、ツツを含む20の教会の指導者たちと、ボータ首相、そして7人の閣僚の間で会談が行われた。この8月の会談では、宗教指導者たちは政府にアパルトヘイト関連法を廃止するように促したが成功しなかった。数名の牧師たち（clergy）がこの政府との対話は無意味であると考えていたが、ツツはこの見解に同意せず、「モーセはイスラエルの民の解放のために、繰り返しファラオの下へ向かった。」と結んだ。
1981年1月、政府はツツのパスポートを返還した。3月、彼はヨーロッパと北アメリカの10か国を巡る5週間の旅を始めた。この旅程で、国連事務総長クルト・ヴァルトハイムを含む政治家たちに面会し、アパルトヘイト対策国連特別委員会に出席した。イギリスで彼はランシーと会い、ウェストミンスター寺院で説教を行い、ローマでは僅かな時間、教皇ヨハネ・パウロ2世と過ごした。南アフリカへ戻ると、ボータは再びツツのパスポートを没収するよう指示し、ツツが更に複数の名誉学位を集めるのを防いだ。彼が帰国してから17か月後、パスポートは返還された。1982年、彼はニューオーリンズの聖公会のTriennial Conventionに出席し、その後ケンタッキー州にアメリカ人の夫と共に住んでいた娘のナオミに会った 。彼はレーガン大統領が、前大統領のカーターよりも南アフリカ政府と良好な関係を持つ方針を取ったことを憂慮し、レーガン政府が「我々黒人にとって紛れもない災厄」だと語った。パトリック・ブキャナンやジェリー・ファルエルのような白人保守派は、ツツが共産主義同調者であると厳しく非難したが、ツツはアメリカの一般市民からの支持を得、しばしば公民権運動のリーダー、マーティン・ルーサー・キング2世と比較された。
1980年代、ツツは多くの黒人系南アフリカ人の象徴となっており、彼の名声に匹敵するのはマンデラだけであった。1983年8月、アパルトヘイトに反対する南アフリカ人は、統一民主戦線（UDF）を結成し、ツツはその後援者の1人に選ばれた。一方で、彼は政府、報道機関、そして白人の民衆を怒らせた。ツツを批判する人々は、ほとんどアパルトヘイトの終了を望まない白人保守派であった。彼はThe Citizenや、南アフリカ放送協会のような親政府的な報道機関から非難された。この攻撃（critiism）はしばしば、ツツの中産階級的なライフスタイルが、彼が代表する黒人の貧困層といかに対照的なものであるか、ということを標的としていた。
彼は嫌がらせの手紙を受け取り、白い狼のような白人極右や、白人グループからの殺害予告を受けた。彼の政府に対する怒りのレトリックは、アパルトヘイトが徐々に改革される可能性を信じていた多くの白人リベラルとの間に距離を作った。公然とツツを非難する白人リベラルの中には、アラン・ペイトンやビル・ブルネットのような人々がいた。だが、ツツはそれでもヘレン・スズマンのような他の著名な白人リベラルとの密接な関係を残していた。
1984年、ツツはニューヨークにある聖公会教会のGeneral Theological Seminaryで3か月の長期休暇に入った。ニューヨークでは10月の国連安保理での演説を依頼され、12月には連邦議会黒人幹部会、アメリカの下院、上院のアフリカ小委員会と会談し、南アフリカに対する圧力を促した。彼はまた、ホワイトハウスに招待され、ロナルド・レーガン大統領と面会した。彼はレーガンに対し、南アフリカ政府に対するアプローチを変更するように促したが、成功しなかった。南アフリカの黒人の権利よりも冷戦における同盟関係を推進するというレーガンの決定に関連して、ツツは後にレーガンを「純粋で単純なレイシスト」であると述べている。
ツツが1984年のノーベル平和賞を受賞したことを知らされたのは、このニューヨーク滞在の間であった。彼は以前にも1981年、1982年、1983年にノミネートされていた。1984年の受賞者を決めるためノーベル賞選考委員会が集まった時、彼らは南アフリカの問題への認識を高めるため同国出身者に賞を贈るべきであると合意し、ツツは他の南アフリカ人の候補者であるネルソン・マンデラやマンゴスツ・ブテレジよりも議論の余地が少ないと判断した。ツツはロンドンを訪れ、南アフリカの「一般市民（the little people）」にこの賞を捧げるという公式声明を発表した。12月、彼はノルウェーの首都オスロで開かれた授賞式に出席し、スウェーデン、デンマーク、カナダ、タンザニア、ザンビアを経由して帰国した。彼は192,000ドルの賞金を、家族、SACCのスタッフ、亡命中の南アフリカ人のための奨学基金と分かち合った。彼は1960年のアルバート・ルツーリに続く2人目の南アフリカ人のノーベル平和賞受賞者である。南アフリカ政府と、主流の報道機関はそれぞれこの賞を軽視したり、非難したりし、アフリカ統一機構は、これはアパルトヘイトの崩壊が差し迫っている証であるとして歓迎した。

### ヨハネスブルク主教 1985-1986
ティモシー・バヴィンがヨハネスブルク主教を引退した後、ツツはその5人の後継者候補の1人であった。聖バルナバ大学で選任のための会合が持たれ、ツツは2人の最も人気のある候補者であったが、白人の信徒集団は一貫してツツの対抗馬に投票した。膠着状態になった後、主教会議が最終決定のために招集され、彼らはツツを選んだ。黒人の聖公会信徒たちはこれを祝ったが、白人信徒たちはこの選択に怒りを露わにした。1985年2月、ツツは第6代ヨハネスブルク主教として、聖メアリー大聖堂の式典で叙任された。ツツはヨハネスブルク主教となった最初の黒人である 。
ツツは102の教区（parhishes）、300,000人の聖公会教区民（parishioners）を含む南アフリカ最大の主教区を継承した。彼らの80パーセントは黒人であった。ツツは新任の説教で、アパルトヘイトが18か月から24か月以内に解体されはじめなければ、国際社会に南アフリカに対する経済制裁措置処置を講じるよう呼びかけることを宣言した。彼はまた、自分が白人の南アフリカ人の一部が考えているような「恐るべき鬼（horrid ogre）」などではないと主張して彼らを安心させようと努力し、主教として主教区の白人聖公会信徒の支持を得ることに多くの時間を費やした。主教となったので、彼はUDFの後援をやめた。。
1980年代半ば、激高する黒人の若者と治安部隊との間の衝突が数を増しており、この結果死者も増加した。ツツは数千人の参列者が集まる彼らの葬式の数多くに招待された。ドゥドゥザの葬儀で、彼は集まった群衆の一部が、政府のスパイであると疑われた人を殺害するのを防ぐために歩み出た。彼は政府への協力の疑いがある人物に対する拷問や殺人に公然と反対し、黒人社会の一部の人々の怒りを買った。こうした若い過激派にとって、ツツとその非暴力の求めは、革命への道の障害であると感じとられていた。1人の若い女性は、ツツが「私たちの大部分にとってあまりにも穏健すぎるが、体制にとっては過激すぎる。」と証言している。暴力の中で、ANCは黒人系南アフリカ人に、国を「統治不能」にするよう呼びかけ、外国企業がますます資本を引き揚げ、南アフリカの通貨ランドの価値は最低を更新した。1985年、ボータは緊急処置を実施した。ツツはこれを批判し、政府と指導的な黒人組織の間の仲介を申し出たが、ボータはこれをはねつけた 。
1985年、彼はアメリカへの遊説の旅を開始し、1985年10月には国連総会の政治委員会で演説を行って、国際社会へアパルトヘイトが6か月以内に解体しないならば、南アフリカに制裁を課すように促した。彼はイギリスに行き、マーガレット・サッチャー首相と面会した。彼はまた、亡命中の南アフリカ人学生を資金的に支援するためのツツ主教奨学基金（a Bishop Tutu Scholarship Fund）の形成を発表した。彼は1986年にはアメリカへ戻り、1986年8月に日本、中国、ジャマイカを訪問し、制裁を促した。大部分の反アパルトヘイト活動指導者たちが投獄されていたことから、ネルソン・マンデラはツツは「時の権力者にとって第一の公敵たる存在」と評している。

### ケープタウン大主教：1986-1994
ケープタウン大主教フィリップ・ラッセルが、自身の退任を1986年2月に発表した後、Black Solidarity Groupはツツを後任として擁立する計画を立てた。この会議の当時、ツツはジョージア州アトランタでマーティン・ルーサー・キング2世平和賞を受賞していた。ツツの名前はマイケル・ナッターと共に並べられたが、両者ともこのノミネートについての戸惑いを表明した。投票において、ツツは聖職者たちと信徒たちの3分の2の票を確保し、その後主教会議で全会一致で承認された。ツツはケープタウン大主教としても最初の黒人であった。一部の白人聖公会信徒は、彼の選出に抗議してこの教会を去った。聖ジョージ殉教者大聖堂（the Cathedral of St George the Martyr）での叙任式には、1,300人以上の人々が列席した。式の後、ツツはグッドウッド（Goodwood）にあるケープ・ショーグラウンド（the Cape Showgrounds）で、10,000人の野外聖餐を執り行い、その場にアルバーティーナ・シスルとアラン・ボエサクを政治的演説のために招いた。大主教になると彼はこの地位のために用意されたビショップスコートの公邸に移った。彼のこの行動は違法であった。なぜならば、国家が「白人地区（white area）」と定めた地域に居住する公的許可を求めなかったからである。彼はこの家を改装するための資金を教会から取得し、その隣地に子供たちの遊び場を設置し、ビショップスコートに水泳用プールを開いて、どちらも教区民に解放した。ツツはビショップスコートでInstitute of Christian Spiritualityを設立するためイギリスの司祭（priest）フランシス・カルを招いた。その後Institute of Christian Spiritualityはツツの家の敷地内の建物に移動した。これらのプロジェクトにより、ツツの聖職者としての職務のための経費が聖公会予算の大部分を占めるようになっていき、ツツは海外からの寄付の呼びかけを通じて予算拡大を希求した。一部の聖公会信徒たちは、ツツの浪費に批判的であった。

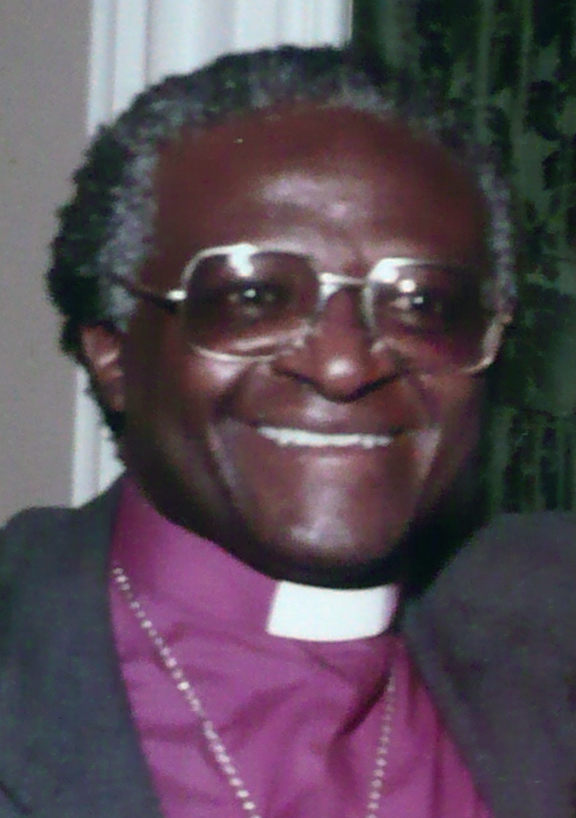
ツツ、1986年

大主教としてのツツの業務は、彼の政治的行動主義と定期的な海外行脚とも相まって、膨大な作業量となった。ツツはこれを執行役員ンジョンゴンクル・ンドンガネとナトール（Nuttall）の助けを借りて管理した。ナトールは1989年にはケープ州の首席司祭（dean）に選出された。教会の会合で、ツツは合意形成を促すリーダーシップモデルを採用することで、多数決ではなく全会一致による決定という伝統的なアフリカの習慣を引き出し、教会内の競合するグループの妥協を確実なものにしようとした。彼は聖職から女性を排除することをアパルトヘイトに例えて批判し、聖公会で女性を聖職者にすることを認めさせた。彼はまた、上級聖職者にゲイの男性を任命したほか、当時はまだ公に発言することはなかったものの、同性愛者の司祭に禁欲を求める教会は非現実的だと個人的に非難した。ボエサクとスティーヴン・ナイドゥーと共に、ツツは黒人の抗議者たちと治安部隊の間の衝突の仲介に取り組む教会指導者の1人となった。実例としては、1987年のANCゲリラアシュリー・クリエルの葬儀での衝突を回避するために行動した。1988年2月、政府はUDFを含む17の黒人、および人種混合組織を禁止し、労働組合の活動を制限した。教会指導者たちは抗議行進を組織したが、それも禁止された後、Committee for the Defense of Democracyを組織した。これらのグループの結集が禁止されたとき、ボエサクとナイドゥーは聖ジョージ大聖堂でこれに代わる儀式を組織した。
1988年3月、彼は（シャープビル副市長殺害で）死刑判決を受けたシャープビル・シックスの訴訟について取り上げた。原則として死刑に反対し、助命を求めた。ツツはアメリカ、イギリス、ドイツの政府代表者に電話をかけ、この問題についてボータ政権に圧力をかけるよう促し、個人的にもボータにテュインヒュイスの彼の自宅で面会し、この問題について議論した。2人はうまくいかず、口論となった。ボータはツツがANCの武装闘争を支持していると非難した。ツツは彼らが暴力を使うのを支持しておらず、ANCの非人種的、民主的な南アフリカという目標を支持していると述べた。最終的には死刑判決は減刑された。
1988年5月、政府はツツに対する非公式なキャンペーンを立ち上げた。これには国家安全保障会議の戦略コミュニケーション部門（Stratkom wing）が部分的にかかわっていた。治安警察は反ツツ・スローガンのチラシとステッカーを印刷し、黒人失業者に金を払って、ツツが空港に到着した時に抗議させた。交通警察はノマリゾ・レアの自動車免許更新が遅れたという理由で逮捕し、独房に閉じ込めた。治安警察は反アパルトヘイトの教会指導者に対する暗殺の試みを組織したが、後に彼らはツツの知名度が高すぎたため、彼に対してはそれを実行しなかったと主張している。
ツツは政府に対する市民的不服従行為に関わり続けていた。この行為には多くの白人たちもまた参加し、このことにツツは励まされた。1989年8月、彼は聖ジョージ大聖堂で「Ecumenical Defiance Service」を組織し、すぐ後にはケープタウンの人種隔離が行われているビーチでの抗議に参加した。UDF設立6周年を記念してツツは聖ジョージ大聖堂で「service of witness」を行い、9月には治安部隊との衝突で殺害された抗議者を記念した行事を執り行った。彼はケープタウン全域にわたる抗議行進を組織し、新しい大統領フレデリック・ウィレム・デクラークはこれに許可を与えることに同意した。これには様々な人種を含む推定30,000人の人々が加わった.。この抗議行進が許可されたことに触発されて、南アフリカ全土での同様のデモが行われた。10月、デクラークはツツ、ボエサク、フランク・シケーネと面会した。ツツはこれに「我々は耳を傾けられた」と感動した。1994年、ツツの更なるツツの著作集「The Rainbow People of God」が出版され、それに続き翌年にはアフリカ大陸全土からの祈りにツツの解説を添えた「An African Prayer Book」が出版された。

#### アパルトヘイトの解体

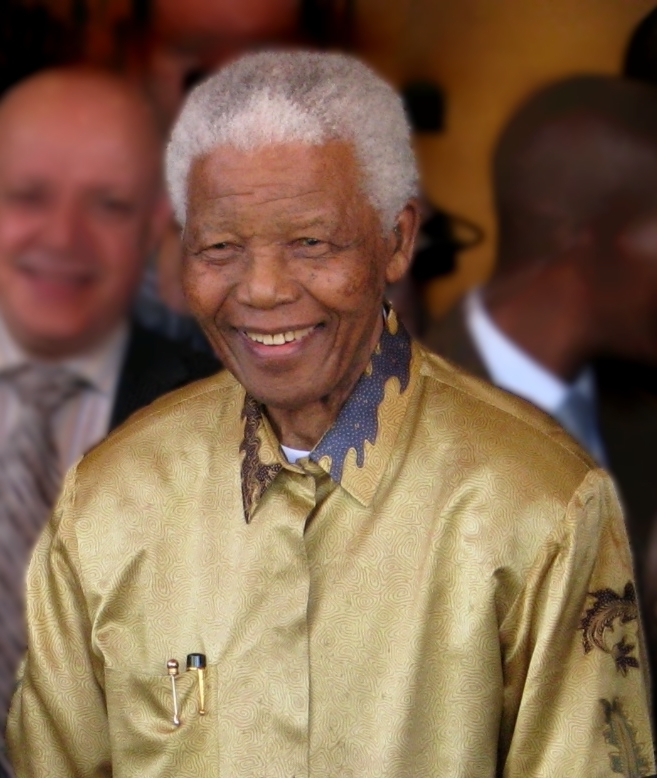
ツツはビショップスコートで、監獄から解放されたマンデラ（写真）を出迎えた。ツツは後にマンデラの大統領就任式の宗教的部分を担当した。

1990年2月、デクラークはANCのような政党を解禁した。ツツは彼の動きを祝福すべく電話した。そのすぐ後に、デクラークはマンデラが監獄から解放されることを発表した。ANCはツツにマンデラと妻のウィニー（Winnie）がビショップスコートで自由となった最初の夜を過ごすことが可能かを問い、ツツは同意した。彼らはケープタウン・シティーホールで35年ぶりに会った。マンデラはそのバルコニーから集まった人々にスピーチをした。ツツは1990年2月の聖公会主教会議へのマンデラの出席を促し、マンデラはツツが「民衆の大主教だ」と評した。この会議で、ツツと主教たちは、普通選挙制への移行が「不可逆的」であるならば諸外国に制裁の終了を呼びかけること、反アパルトヘイト・グループの武装闘争の終了を促すこと、聖公会の聖職者が政党に所属することを禁止することを決定した。多くの聖職者たちは最後の決定、つまり政党への所属禁止に抗議した。特にそれが相談なく課されたことを問題視した。ツツは公然とこの決定を擁護し、もし聖職者が公然と政党に加入していれば、特に南アフリカ全土で対立する政党の支持者たちの暴力が増大する中では、不和の種となるだろうと述べた。
3月、クワズールーでANCの支持者とインカタ自由党の支持者の間で衝突が勃発した。ツツはウルンディでSACC代表団の一員としてマンデラ、デクラーク、インカタ党首マンゴスツ・ブテレジと会談するため、アメリカ訪問を取りやめた。教会指導者たちはマンデラとブテレジに互いの政党間での暴力的衝突を抑えるための合同大会を開くよう促した。ツツとブテレジの関係は常に緊張したものであったが（特にアパルトヘイト政府とブテレジの協力によるバントゥースタン制度にツツが反対していたことで）、ツツはブテレジを民主的なプロセスに関与させるために幾度にもわたり彼を訪ねた。ANCとインカタの武力衝突はクワズールーからトランスヴァールまで拡大し、ツツは影響を受けたウィットウォータースランドのタウンシップの数々を巡り、家を失った人々を訪ね、平和を祈った。ツツはセボケンでの虐殺の犠牲者を訪ね、その後にはボイパトン虐殺の犠牲者も訪問した。
多くの別の活動家たちのように、ツツはANCとインカタの間の緊張を煽り立てる「第3の力」があると考えていた。後に、情報機関がANCの交渉上の立場を弱めるため、インカタに武器を補給していたことが明らかになった。ANC指導層の幾人かと異なり、ツツはこれらに対するデクラークの個人的な加担を非難したことはなかった。1990年10月、ツツはビショップスコートで教会指導者たちとANC、PAC、AZAPOなどの政党指導者たちが参加する「サミット」を開催し、彼らに対し、自らの支持者に暴力の回避と自由な政治活動を許容するよう呼びかけるように促した。南アフリカ共産党の指導者クリス・ハニは白人によって暗殺され、ツツはソウェトの外で行われたハニの葬儀で説教師（preacher）を務めた。ツツはハニのマルクス主義的信念に反対していたが、それでも活動家としてのハニを賞賛した。これらの出来事の中、ツツは肉体的な疲労と病気が重なり、アメリカのジョージア州アトランタのエモリー大学のキャンドラー神学校（Candler School of Theology）で、4か月間の長期休暇を取った。
ツツは南アフリカが人種的内戦ではなく交渉による移行を通じて、普通選挙制に向けて変化しているという見通しによって気分を高揚させていた。彼は南アフリカ人の投票を促すポスターに彼の顔を使用することを許可した。1994年の全人種選挙が実施された際、ツツは感極まって、記者に「我々はとても幸福だ（we are on cloud nine）」と語っている。彼はケープタウンのググレツタウンシップで投票した。この選挙はANCが勝利し、マンデラが大統領であり、国家統合政府の形成を監督すると宣言された。ツツはマンデラの大統領就任式に出席し、その宗教的部分に責任を持った。ツツはその式典を、キリスト教徒、イスラーム教徒、ユダヤ教徒、そしてヒンドゥー教徒の指導者たちが祈りと講読に参加する多宗教の式典にするべきだと主張した。

## その後の人生

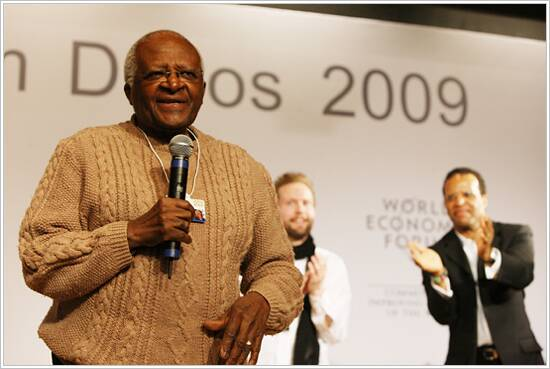
ツツ（2009年）

1994年10月、ツツは1996年に大主教を辞めるつもりであることを公表した。通常、大主教を辞任した後は主教に戻るものであったが、他の主教たちは彼に新たな称号、「名誉大主教（archbishop emeritus）」を授与した。辞任式（A farewell ceremony）は、聖ジョージ大聖堂で1996年6月に執り行われ、マンデラやデクラークのような主要政治家が出席した。マンデラはこの席で南アフリカ最高の勲章であるOrder for Meritorious Serviceを授与した。ツツの大主教位はンドンガネによって引き継がれた 。
1997年1月、ツツは前立腺がんであると診断され、海外で治療するために出国した。彼は診断結果を公表し、他の男性に前立腺検査を受けるように希望した。彼のがんは1999年と2006年にも再発した。南アフリカに戻った後は、彼はソウェトのオルランド・ウェストの家で過ごす時間と、ケープタウンのミルネルトン地区で過ごす時間を分けた。2000年、彼はケープタウンにオフィスを開いた。2000年7月、ケープタウンに拠点としてデズモンド・ツツ・ピース・センター（Desmond Tutu Peace Centre）が設立され、2003年から新たなリーダーシッププログラム（Emerging Leadership Program）を実施し始めた。
南アフリカにおける自身の存在が、新しい大主教であるンドンガネの存在を覆い隠す可能性を意識して、ツツは2年間客員教授としてアメリカのエモリー大学で勤めることに同意した。この任期は1998年から2000年までであり、この間に彼は真実和解委員会（TRC）についての書籍、『No Future Without Forgiveness』を執筆した。2002年初頭、彼はマサチューセッツ州ケンブリッジのEpiscopal Divinity Schoolで教鞭をとった。2003年1月から5月まではノースカロライナ大学で教鞭をとった。2004年1月、彼は「母校」キングスカレッジで紛争後の社会（postconflict societies）の客員教授を務めた。アメリカにいる間、彼は講演者の代理店と契約し、講演の仕事のために広範囲を旅した。これは彼の牧師年金（clerical pension）だけでは望めなかったような経済的自立をもたらした。彼のスピーチの中では、南アフリカがアパルトヘイトから普通選挙制へ移行したことに焦点があてられ、他の苦しんでいる国家が採用すべきモデルとして提示された。アメリカでは、反アパルトヘイト活動家に制裁のキャンペーンについて感謝し、またアメリカ企業に現在の南アフリカへ投資するように呼び掛けている。

### 真実和解委員会： 1996-1998
1994年にアフリカ民族会議が政権を取って以降のアパルトヘイト後の南アフリカに対して虹の国というメタファーを作り出したのはツツだと一般に信じられている。この表現はこれ以来、南アフリカの民族多様性を表す言葉としてメインストリームの意識の中に加わった。彼はこのメタファーを、多人種の抗議者たちを指す「神の虹の民（rainbow people of God）」という表現の中で1989年に初めて使用した。ツツは解放派神学者（liberation theologians）が「批判的連帯」（critical solidarity）と呼ぶ立場を唱道した。すなわち、民主化勢力諸派に支援を行うと同時に、彼らへの批判をためらわなかった。彼は、派手な色（brightly coloured）のマディバ・シャツ（ツツはこれを不適切な服装と見做した）の着用のようないくつかの点でマンデラを批判し、マンデラは冗談半分に、ドレスを着る男からそんなことを言われるとは皮肉なことだと返した。より深刻なツツの批判は、マンデラが南アフリカのアパルトヘイト時代の軍事産業との関係を維持していたことと、新たに選出された国会議員への多額の報酬についてのものであった。マンデラはツツを「ポピュリスト」と呼んでやり返し、ツツはこうした批判を公然とするのではなく個人的に提起すべきだと主張した。

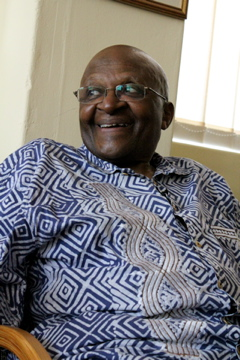
ツツ（2011年）

アパルトヘイト後の政権が直面した重大な難問は、過去数十年にわたって国家と反アパルトヘイト活動家の双方によってなされた多数の人権侵害にどのように対応するかというものであった。国民党は全般的な恩赦を望んだが、ANCは以前の政府要人の審理を望んだ。アレックス・ボレインはマンデラ政府が真実和解委員会（TRC）の設立についての法律を作成するのを助けた。この法案は1995年7月に議会を通過した。ナトールはツツが真実和解委員会の17人の委員の1人となる案を提示し、9月の主教会議で公式にかれをノミネートした。ツツは真実和解委員会が3つのアプローチを採用することを提案した。第一は告白であり、過去の人権侵害に責任を負う者はその行動を全て明らかにすること。第二は赦しであり、訴追されることから法的に恩赦されるという形をとる。第三は賠償であり、加害者が被害者に償うというものであった。
マンデラは真実和解委員会の委員長にツツを、ボレーヌを副委員長（his deputy）に任命した。真実和解委員会は重要な事業であり、300人以上のスタッフを雇用し、3つの小委員会（committees）に分かれ、同時に4つまでの聴聞会を開催した。真実和解委員会の中で、ツツは「修復的司法（restorative justice）」を提唱した。彼はこれを伝統的なアフリカの法学の特性である「ウブントゥ（ubuntu）の精神の中で」捉えていた。委員会の長として、ツツは、反アパルトヘイト活動家であった委員とアパルトヘイト制度を支持していた人々の間の多数の疑惑とともに、数々の個人間の問題に対処せねばならなかった。ツツは「我々はオペラの主演女優の集団（bunch of prima donnas）のように自意識過剰で、多くの場合過敏であり、侮辱を受けると、それが実際の侮辱であれ、ただそう受け取っただけであれ、簡単に立腹した」ことを認めた。ツツは祈りと共に会議を開き、真実和解委員会の業務について議論する際にはしばしばキリストの教えに言及したため、明確に世俗的な組織の中にあまりにも多くの宗教的要素を入れることに批判的な人々を苛立たせた。
最初の聴聞会は1996年4月に開かれた。この聴聞会は公に放送され、南アフリカの社会に重大な衝撃をもたらした。ツツは恩赦を与える小委員会をほとんど制御しておらず、代わりに反アパルトヘイト派とアパルトヘイト体制の要人によって犯された人権侵害の記録の聞き取りを行う小委員会で議長を務めた。被害者の証言を聞きながら、ツツは時折感情に圧倒され、聴聞会の間に泣いた。彼は加害者を赦すことを表明した被害者を選び出し、彼らを中心テーマとして用いたとして使用した。ANCのイメージはその活動家の一部が拷問、民間人への攻撃、その他の人権侵害を行っていたことが暴露されたことで汚された。ツツは1998年10月にプレトリアで行われた公式式典で、5巻からなる真実和解委員会の報告書をマンデラに提出した。最終的に、ツツは真実和解委員会の成果に満足し、（その欠点は認識していたが）これが長期的な和解の一助となると考えていた。

### 社会問題と国際問題
アパルトヘイトの終焉の後、ツツの同性愛者に関する人権活動家としての地位は、聖公会が直面している他の問題のどれよりも、彼を人々の注目の対象としていた。ツツはホモセクシュアルに対する差別を黒人や女性に対する差別と同等のものであるとみなした。彼はスピーチと説教を通じて自分の見解を広めた。1998年のランベス主教会議で同性間の性交渉に対する教会の反対が確認された後、ツツはジョージ・キャリーに「私は聖公会の信徒であることを恥じている」と述べた。アメリカとカナダの教会がLGBの権利に賛成を表明すると、保守的な聖公会信徒はそれらの教会をアングリカン・コミュニオンから追放することを主張した。ツツはカンタベリー大主教ローワン・ウィリアムズがあまりにも容易にこの動きに同調したとみなしていた。ツツは、保守派がアングリカン・コミュニオンの包括性を厭うならば、彼らはいつでも「自由に去る」ことができるという見解を表明した。2007年、ツツはホモセクシュアルの問題に執着する教会を非難し、「もし神が、彼らが言うように同性愛嫌悪者（homophobic）ならば、私はその神を崇拝しないだろう」と宣言した。ツツは、反同性愛者法は将来アパルトヘイトの法律と同等の過ちとみなされるだろうと語った。ツツはまた南部アフリカ聖公会での同性結婚を支持している。
ツツはまた、エイズのパンデミックと闘う必要性について意見を述べ、2003年7月に「アパルトヘイトは私たちの国民を破壊しようとし、そしてアパルトヘイトは失敗した。もし我々がエイズに対して行動しないならば、それは成功してしまうだろう。それは既に我々の人口を減らしているからだ。」と述べた。2005年4月20日、ジョセフ・ラッツィンガー枢機卿がベネディクト16世として教皇に選出された後、ツツは彼がローマ・カトリック教会がアフリカにおけるエイズとの戦いにおいて、コンドームの使用反対の立場を変えることはあり得そうにないことから、「我々が求めていた新教皇は、世界で起きている最近の発展や、女性聖職者問題や、コンドームやエイズに関する合理的な立場を、もっと積極的に受け入れる人物だったのではないだろうか」と、悲しみを述べた。2006年、ツツは全ての子供を出生時に登録するようにするためのグローバル・キャンペーンを開始した。これはプラン・インターナショナルによって組織されたものであり、未登録の子供は公式には存在しなかったため、人身売買業者や災害に対して彼らが無防備であったためである。
ツツはイスラエルとパレスチナの紛争に対する関心を持ち続け、オスロ合意が調印された後、テルアビブに招待され、ペレス平和センターに出席した。彼は2000年のキャンプ・デーヴィッド会議で合意がなされなかったことにますます不満を募らせた。
2002年、彼はパレスチナ人に対するイスラエルの政策を非難するスピーチを広く公開し、イスラエルに対して制裁を課すように呼び掛けた。彼はイスラエルとパレスチナの状況を南アフリカと比較し、「我々が南アフリカで成功した理由の1つで中東に欠けているものは、リーダーシップの質である。自らの選挙区民に不人気な妥協を行うことを厭わず、それが最終的に平和を可能とすることを見通す知恵を持っている指導者が不在なのだ。」と述べた。

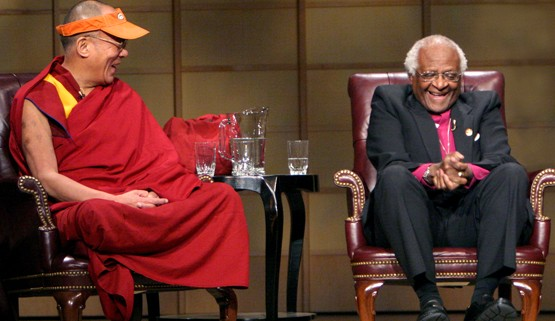
ダライ・ラマ14世と大主教デズモンド・ツツ。カナダ、ブリティッシュ・コロンビア州バンクーバーにて、2004年撮影。ノーベル平和賞の受賞者たち。

2003年、彼はノースフロリダ大学に在籍する学者であった。2月には、彼はアメリカのイラク戦争計画に反対するニューヨークのデモに参加した。この行動は、南アフリカに関係しない抗議行動に参加しないという彼の一般的信条を破るものであった。ツツはコンドリーザ・ライスに電話をかけ、アメリカ政府が国連安保理の決議なしに開戦へと向かわないように促した。
ツツはイラク戦争開戦以来断固たる反対論者であり、この戦争は「歴史上の他のあらゆる紛争よりも大きな規模で、世界を不安定化させ分裂させた。」と述べた。2012年9月、ツツはアメリカ大統領ジョージ・W・ブッシュとイギリス首相トニー・ブレアが、この紛争で果たした役割について国際刑事裁判所で審理に掛けられるべきだと訴え、彼らに「自らの行動の責任を取らせる」べきだと述べた。ツツはヨーロッパ、インド、パキスタンにもまた多くの大量破壊兵器が存在するのに、なぜイラクだけが選び出されたのかと疑問を投げかけた。2012年、ツツはブレア前首相のイラク攻撃という「道徳的に弁解の余地がない」決定に触れ、ブレアが登場する予定だった南アフリカでのイベントから手を引き、彼に戦争犯罪の疑いで、ハーグでの裁判に臨むよう呼びかけた。2007年、ツツは人々が絶望的な条件で生きているならば、世界での「テロとの戦い（war on terror）」に勝利することはできないと述べた。2004年、ツツはニューヨーク市のオフ・ブロードウェイの、『Guantanamo - Honor-bound to Defend Freedom』という劇の公演に出演した。この劇はグアンタナモ湾におけるアメリカの拘留者の扱いを強く批判するものであった。ツツは拘留制度の法的正当性に疑問を持つ裁判官ジャスティス・ステイン卿の役を演じた。2005年1月、彼はキューバのグアンタナモ湾にあるCamp X-Rayでのテロ容疑者拘留に対する異議を表明し、ここで行われている裁判なしの拘留は「全く認められず」、これはアパルトヘイト時代の拘留と同種のものであると述べた。彼はまたイギリスが裁判なしで28日間テロリストを拘留する制度を導入したことも非難した。
2004年、ツツは60年前に住んだソフィアタウンのキリスト・ザ・キング教会で初の講演を行い、およそ10年間の間に南アフリカが達成した成果をたたえたが、人々の間の富の格差が拡大していることを警告した。彼は政府の軍事支出、ジンバブエにおけるムガベ政権の政策、そしてングニ語話者が上級の地位を支配するあり方に疑問を呈し、後者の問題は民族間の緊張をかきたてると述べた。彼はこの3つの点について同じことを、後にヨハネスブルクで毎年行われているネルソン・マンデラ講演会（Nelson Mandela Lecture）の時に述べている。講演の席でツツは、ムベキ指導下のANCが、メンバー内での「ごますり、追従、服従（sycophantic, obsequious conformity）」を要求していることを非難した。ツツとムベキは長期にわたり緊張関係にあった。ムベキはツツがTRCを通じてANCのアパルトヘイトに対する武装闘争を犯罪として扱っていることを批判し、ツツはムベキがエイズのパンデミックを積極的に放置したことを嫌悪した。ムベキは前任者のマンデラと同じように、ツツがポピュリストであると批判し、更にANC内の働きを理解していなかったと主張している。ツツは後にANC指導者で南アフリカ大統領のジェイコブ・ズマを非難し、2006年には、ズマが強姦と汚職のために告訴されていたことから、立候補しないように促した。
2003年、ツツは国際刑事裁判所の被害者基金（Trust Fund for Victims）の理事に選出された。2006年には、虐殺防止に取り組む国連諮問委員会のメンバーに指名された。

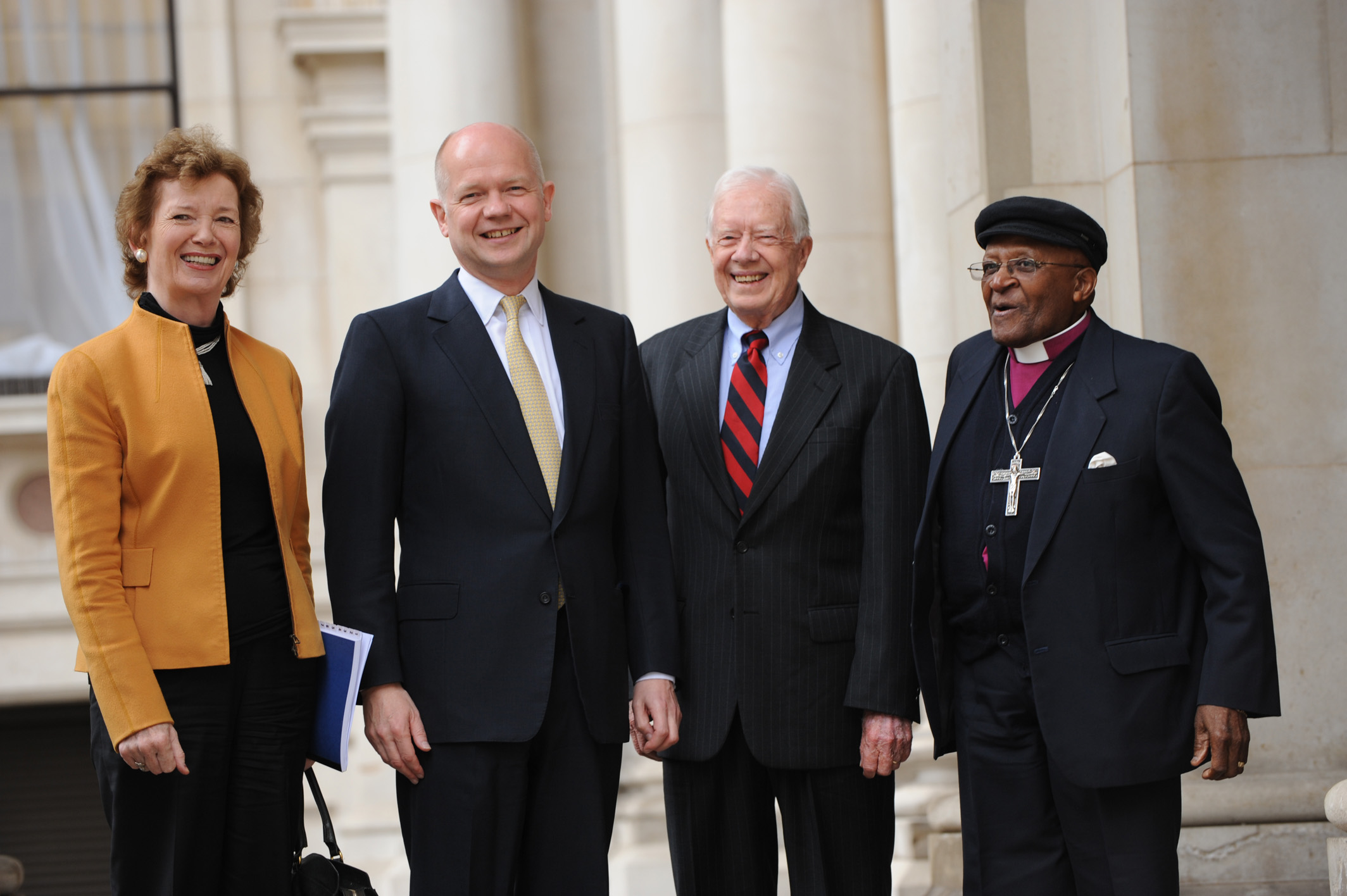
The Eldersのメンバーであるツツ（右端）ほか2人と、イギリス外務大臣ウィリアム・ヘイグ（左から2人目）。

ツツはガザ地区のベイト・ハヌーンでの国連実情調査団の団長に選ばれた。ここでは、イスラエル国防軍がこの街からのパレスチナ人によるロケット攻撃を抑えることを目的として、1週間にわたり侵攻した後、2006年10月の事件で、19人の市民を殺害していた。
国際連合人権理事会理事長のルイス・アルフォンソ・デ・アルバによると、ツツは「犠牲者の状況を評価し、生存者のニーズに応え、更なるイスラエルの攻撃からパレスチナ市民を守る手段についての勧告を行う」ために、パレスチナ側の領土への視察を計画した。イスラエルの当局者は、この報告書がイスラエルに対して偏向したものになる可能性について懸念を表明した。12月半ばにツツはこの視察を取りやめ、1週間以上の議論の末にイスラエルが必要な旅行許可を出さなかったことを話した。
2009年、ツツは同名の南アフリカの組織の例に倣い、ソロモン諸島の真実和解委員会の設立を支援した。2009年4月29日、彼は委員会の公式発足時にホニアラで、最終的な平和の確立には赦しが必要であることを強調する発言を行った。彼はまた、コペンハーゲンで開催された国連気候変動会議に出席し,、アパルトヘイト時代の南アフリカに対する投資引き上げになぞらえて化石燃料ダイベストメントを広く呼びかけた。

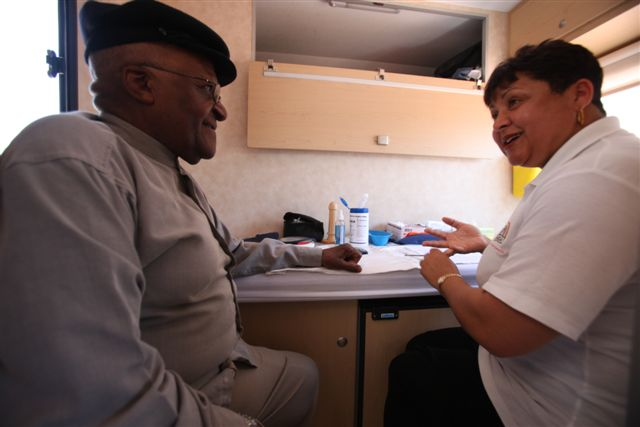
デズモンド・ツツHIV財団で、携帯検査ユニットの被験者としてHIV検査を受けるデズモンド・ツツ

2007年、ツツは、世界で最も困難な諸問題に取り組むために、知恵、慈愛、リーダーシップ、誠実さを提供する世界の指導者たちのグループである、The Eldersの議長であることが宣言された。ツツは2013年5月までこの職務で手腕を振るった。辞任し、名誉エルダー（Honorary Elder）となると、彼は「議長としての素晴らしい6年間の後、辞任すべき時が来たと告げるのは悲しいが、エルダーとして、我々は常に終身の指導者に反対すべきである。」と述べた。ツツはThe Eldersを率いて2007年10月に（このグループが創設されてから最初のミッションとして）ダルフール危機の和平を促進するため、スーダンを訪問した。ツツは「我々の望みは、我々がダルフールにスポットライトを当て続け、この地域で平和を維持するために政府を支援することである。」と述べた。彼はまた、Eldersの代表団と共に、コートジボワール、キプロス、エチオピア、インド、南スーダン、そして中東を訪れた。ツツは特にThe Eldersが提案した児童結婚についてのイニシアティヴに関与し、「Girls Not Brides：児童結婚を終わらせるためのグローバル・パートナーシップ」を立ち上げるため、2011年9月にニューヨークのクリントン・グローバル・イニシアティヴに参加した。
2007年、ツツは南アフリカのジンバブエ大統領ロバート・ムガベの政府に対する「静かな外交（quiet diplomac）」政策を批判し、南部アフリカ開発共同体に、ムガベのジンバブエ・アフリカ民族同盟愛国戦線と反政府の民主変革運動の間で対話を行うことと、この行動の明確な期日（firm deadlines）を定めること、これがなされない場合には強硬な手段を取ることを呼びかけた。2008年、彼は国際社会にジンバブエに介入するよう、さらに必要に応じて軍事的手段を取るよう呼びかけた。一方のムガベはツツを「怒りっぽい、邪悪で敵意に満ちた小主教（angry, evil and embittered little bishop）と呼んでいる。
2008年のチベット騒乱の間、ツツはダライラマ14世を称え、中国政府は「（彼の）声を聴くべきだ...これ以上の暴力を止めよという声を。」と発言した。彼は後にある集会において、「美しいチベットの人々の繁栄のため」に、2008年北京オリンピックの開会式に出席しないように世界各国の首脳に呼びかけた。ダライラマ14世は2011年10月7日に開かれたツツの80歳のバースデイパーティに出席するためのビザを南アフリカに拒否された。

### 公職引退後：2010-2021

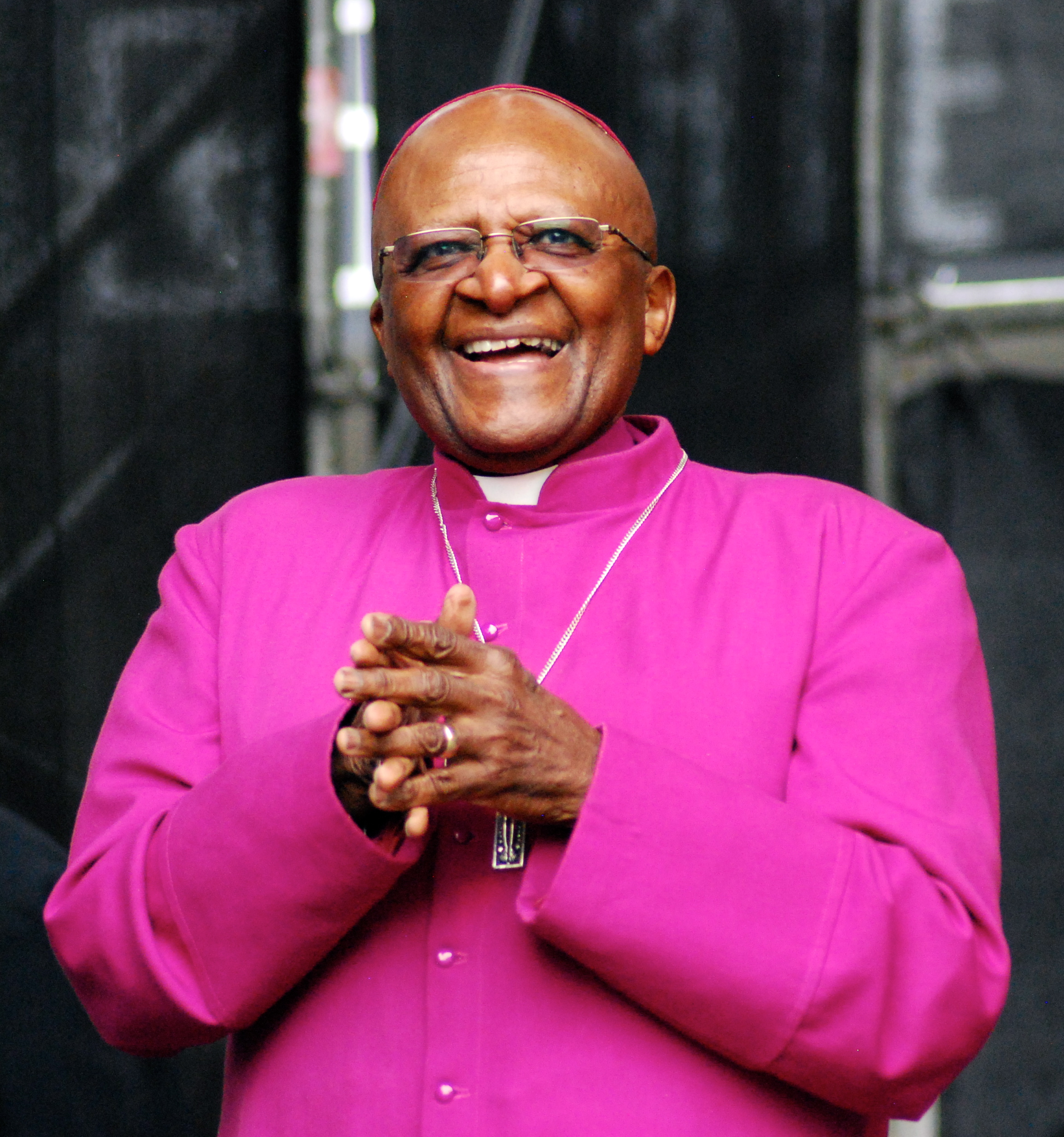
COP17でのツツ。「We Have Faith: Act Now for Climate Justice Rally」。2011年11月27日、南アフリカのダーバンにて

2010年10月、ツツは「家族と共に家で過ごし、読書と著述と祈りと思索」により時間を使えるようにするため、公的生活からの引退を公表した。2012年11月、ツツはマイレッド・コリガン・マグワイアとアドルフォ・ペレス・エスキベルと共に、アメリカの内部通報者ブラッドリー・マニングを支援する書面を公表した。2014年7月、彼は死の幇助の合法化支援のために出て来て、命は「いかなるコストを払ってでも（at any cost）」保持されるべきものではなく、死の幇助の犯罪化は末期状態の病気を患う人から「人間の尊厳に対する権利（human right to dignity）」を奪うと述べた。2013年5月、ツツはANCが「抑圧からの解放の闘争の中で我々を非常に良く導いた」と同時に、南アフリカの不平等、暴力、腐敗に対抗するには貧弱な仕事をしてきたとして、もはやANCに投票する意思がないことを公表した。彼は南アフリカ政府のダライラマ14世へのビザ発行遅延を鋭く批判し、政府の「中国への三拝九拝（kowtowing to China）」を非難した。ツツは、ネルソン・マンデラはアフリカーナーがマンデラの死を追悼する記念礼拝から排除されたことで幻滅するだろうと述べた。ツツは初めマンデラの葬儀には公式に招待されていないと主張していたが（ANC政権はこれを否定している）、後には出席の意思を表明した。2015年12月、ツツの娘、ムポ・ツツ（Mpho Tutu）が女性であるマーセライン・ファン・フュルト（Marceline van Furth）と結婚した。ツツは彼の娘と、パートナーとの結婚に祝福を贈ることができた。2017年8月、ツツは2011年から2012年にかけての抗議運動に参加したサウジアラビアの14人の若者の処刑を止めるよう促したノーベル平和賞受賞者たちの中に加わった。同年9月にはツツはノーベル平和賞受賞者仲間のアウン・サン・スー・チーにミャンマーにおけるムスリム迫害を停止するように求めた。同年12月、アメリカ大統領ドナルド・トランプが、パレスチナ人の反対にもかかわらずエルサレムがイスラエルの首都であることを公認する決定を下したことを非難し、神がトランプの決定に泣いていたと発言した。
2021年12月26日、南アフリカ大統領府はツツが同日にケープタウンの施設で死去したと発表した。90歳没。
2022年1月1日、ケープタウンの聖ジョージ大聖堂で国葬が行われた。新型コロナウイルス感染症の世界的流行の影響により参列者の人数が制限され、ツツの意向に従い白木の質素な棺が用意されるなど小規模な葬儀であった。

## 私生活と人格

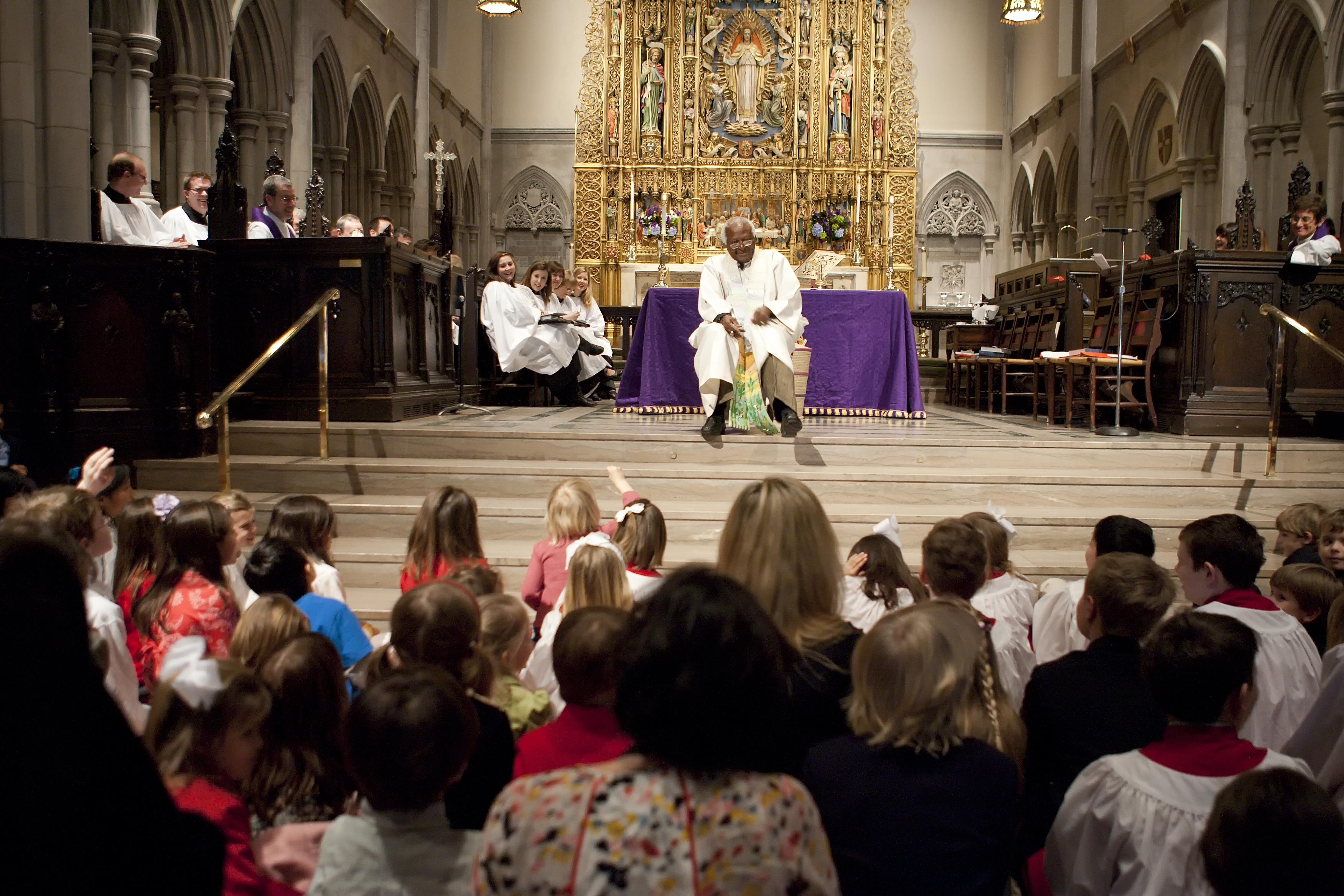
2010年3月、子供たちに説教をするツツ。ニューヨーク市の聖ジェームズ教会（聖公会）

ツツは少年時代から熱心なキリスト教徒であった。彼は生涯に渡り文学と読書を愛し、アフリカの儀礼の伝統を保存することに情熱を持った。彼は無作法な振る舞いや軽率な言動を許容しないところがあり、雇用する者に対しては時間厳守を主張した。ギッシュ（Gish）は彼を温かみと活力のあり、外向的で感性が豊かだと説明している。アレン（Allen）はツツが子供たちに対しては「愛情深いが厳格な父」だと述べている。彼はゴシップ嫌いとして知られ、スタッフにそれをやめさせている。彼は醜悪な言葉（bad language）に怒り、民族差別を嫌悪した。彼は他者との個人的接触において怒りを見せることは滅多に無かったが、彼の良識（integrity）に挑戦されていると感じたならば、怒ることがあった。ツツは人を信じやすい傾向があり、彼に近しい人々の中には、これが様々な場面において賢明ではないと考える人もいた。彼はその立場に伴う注目を楽しんでいる面があり、そのことでしばしば妻にからかわれていると語った。
彼はクリケットのファンであり 、彼のお気に入りの食べ物はサモサ、ファット・ケーキ（fat cake、揚げ菓子）、ヨギ・シップ（Yogi Sip、ヨーグルト飲料）である。ホストがツツの食事の好みについて尋ねた時、彼の妻は「5歳児が好むような物を考えてください（think of a five year old）」と答えた。リラックスするためには、クラシック音楽の観賞を楽しんだり、政治や宗教に関する本を読んだりした。ギッシュは「ツツの声と発言は聴衆を明るくすることができた。禁欲的であったり、ユーモアに欠けたことはなかった。」と書いている。ツツは毎朝午前4時に目覚め、職務の前に早朝の散歩を行い、祈り、聖餐（Eucharist）をする。金曜日には、夕食まで断食をした。また、聖書を毎日読んでいる。ツツは聖書を毎日読み、人々にそれを一字一句に従うのではなく、複数の書物の集成として読むことを勧め、「聖書は多数の書物からなり、それらは要素ごとに異なるカテゴリーを持っている」ことを理解しなければならないと発言した。
「聖書の中には否定しなければならない箇所もいくつかある。聖書は奴隷制度を認めていた。聖パウロは女性は教会で一切話すべきではないと言ったし、それを引き合いに出して女性を聖職者に任命すべきでないといっていた人たちもいる。受け入れるべきではないことが数多くある。」。
1955年7月2日、ツツは大学で出会った教師のノマリゾ・レア・ツツと結婚した。夫妻は4人の子供、トレヴァー・タムサンカ（Trevor Thamsanqa）、テレサ・タンデカ（Theresa Thandeka）、ナオミ・ノントンビ（Naomi Nontombe）、そしてムポ・アンドレア（Mpho Andrea）を儲けた。子供たちは全員スワジランドのウォーターフォード・カマラバ学校に通った。

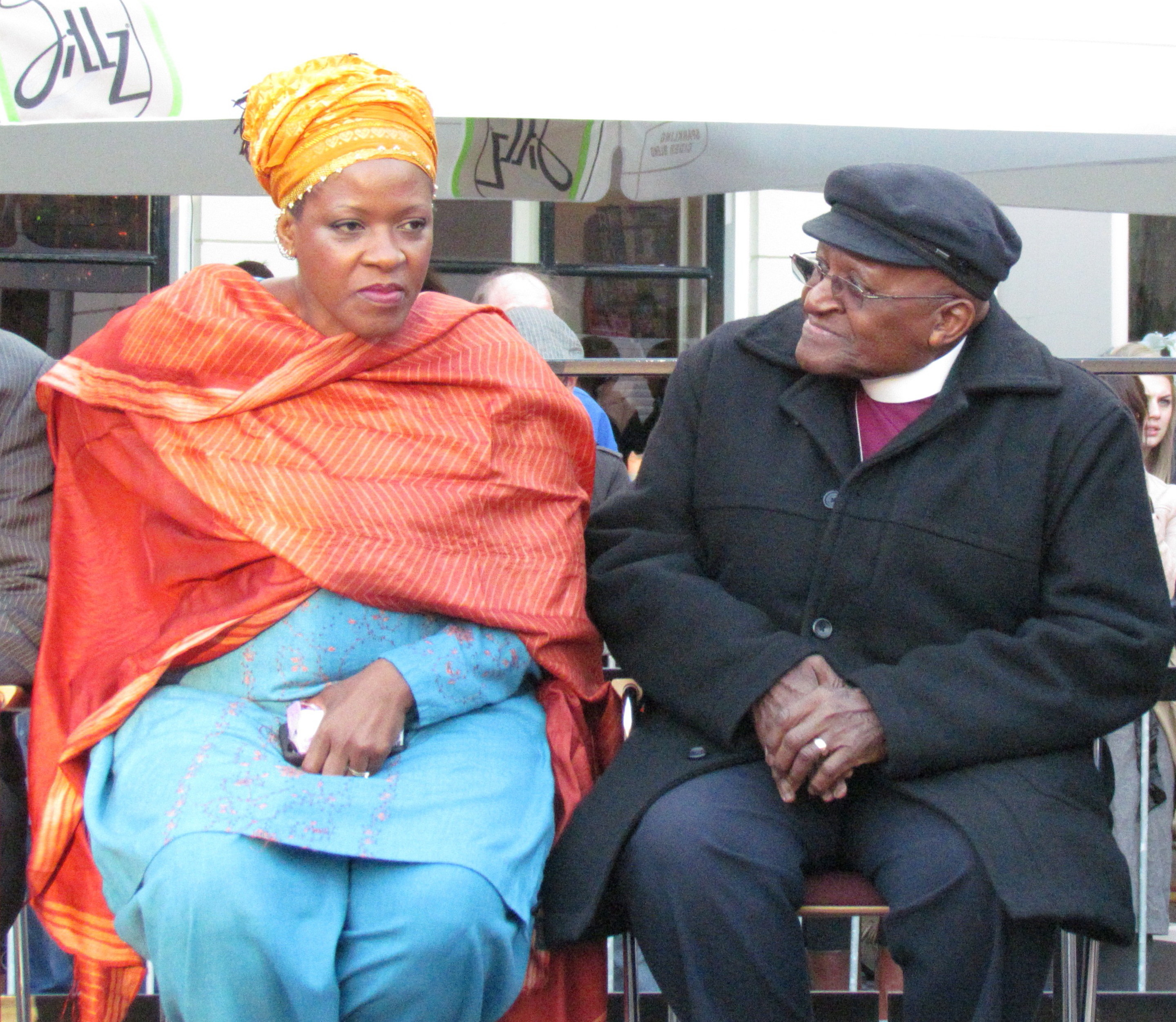
ツツと娘のムポ・アンドレア、2012年オランダで。

1975年、彼はソウェトの名高いヴィラカジ・ストリートにある、現在ツツ・ハウスとして知られる建物に移った。ヴィラカジ・ストリートには故ネルソン・マンデラもかつて住んでいた。この通りは、2人のノーベル賞受賞者が住んだ事がある世界でも数少ない通りであると言われている。
1991年、ツツの息子トレヴァーは民間航空法（the Civil Aviation Act）に違反したことで有罪となった。これは東ロンドン空港で南アフリカ国空機に爆弾が仕掛けられていると偽って主張したためである。彼は控訴中の保釈を認められたが出頭せず、最終的に1997年8月、ヨハネスブルクで捕らえられた。彼は1997年にデズモンド・ツツが共同設立者であり議長を務めていた真実和解委員会の特赦を受け、このことで優遇処置疑惑によって厳しい批判を集めた。
1997年、ツツは前立腺がんであると診断され、アメリカで手術を受けて成功した。その後、2007年に設立された南アフリカ前立腺がん財団の後援者となった。
79歳の誕生日から、ツツは公的な生活から段階的に退き、1週間のうち1日だけオフィスに勤務するようになった。これは2011年2月まで続いた。2011年5月23日、彼はマサチューセッツ州のシュルーズベリーでスピーチを行った。彼が南アフリカ外で主要な公式のスピーチを行うのはこれが最後だと見られていた。ツツは2011年5月まで公的活動を続けたが、それ以降は活動を停止した。
しかしながら、彼は引退した後の2012年5月13日、ワシントン州スポケーンのゴンザガ大学で卒業式のスピーチを行い、同年9月12日にはインディアナポリス、バトラー大学のデズモンド・ツツ・センターでも演説を行った。
ナオミ・ツツはハートフォードに拠点を置く、南アフリカの開発と救済のためのデズモンド・ツツ財団（the Tutu Foundation for Development and Relief in Southern Africa）を設立した。彼女はケンタッキー大学のPatterson School of Diplomacy and International Commerceに在籍し、人権活動家としての父の足跡を辿っていた。彼女は現在、テネシー州ナッシュビルにあるヴァンダービルト大学神学校の大学院生である。デズモンド・ツツの別の娘、ムポ・ツツもまた、父の足跡をたどり、2004年には父によって米国聖公会の祭司（priest）に叙任された。彼女はまた、the Tutu Institute for Prayer and Pilgrimageの創設者であり事務局長であると共にグローバル・エイズ連盟（the Global AIDS Alliance）の会長である。

## 政治及び宗教における見解

### アパルトヘイトについて
アレンはツツの運動を通じて実行されたテーマは、「民主主義、人権と寛容は、敵対する者どうしの対話と和解によって実現する」ということであったと述べている。
人種的平等は彼の中核的原則の1つであり、アパルトヘイト制度は断片的なやり方で改革されるのではなく、完全に破棄されなければならないと考えていた。彼は南アフリカとイギリスの双方で白人の人々との間に多くのポジティブな経験を持っていたため、白人少数派政府の下での経験にもかかわらず反白人派（anti-white）になることはなかった。彼は南アフリカの異なるコミュニティ間の人種的和解を促進し、ほとんどの黒人は基本的に白人と調和して生きることを望んでいると信じていた 。彼は常に非暴力行動主義に最大限の努力を払い、演説においても慎重であり、例え政府の政策の結果そうなると警告する時でも、脅迫や暴力を承認することは一度もなかった。にもかかわらず彼は、自らを平和主義者ではなく、「平和の人（man of peace）」と表現した。彼は例えば、ナチズムを止めるためには暴力が必要であったことを認めていた。南アフリカの状況では、彼は政府と反アパルトヘイト・グループの双方に対して暴力の使用を非難したが、南アフリカの白人が反アパルトヘイト・グループの暴力だけを糾弾する場合のようなダブルスタンダードに対しても非難した。アパルトヘイトを終わらせるため、彼は南アフリカに外国から経済的圧力をかけることを提唱した。この手法は南アフリカの貧しい黒人に更なる苦境をもたらすだけだろうと主張する批判者に対し、彼は黒人のコミュニティは既に重大な苦難の中にあり、将来の問題には少なくとも目的を持った方が良いと発言した。
ツツはスピーチの中で、白人の人々ではなくアパルトヘイトそれ自体が敵なのだと強調した。彼は国内の白人コミュニティとの間に親善を育むことに挑戦し、白人が黒人の要求に譲歩した時には、個々の白人に対して謝意を強調した。また、多くの白人の聴衆に対して、「勝利者の側（winning side）」と表現する自身の主張を支持するよう促した。公的な祈りの時には、常に政治家や警察のようなアパルトヘイト制度を掲げる人々に、その制度の犠牲者と同様に言及し、全ての人間が神の子であるという見解を強調した。彼は「我々の土地に害をなした人々も、鬼や悪魔ではない。彼らは普通の人間であり、恐れているのだ。あなたが5倍以上の数の相手と対峙したならば、それを恐れないということがあるだろうか？」と述べた。
ツツは南アフリカの国民党の思想におけるアパルトヘイトの精神（ethos）をナチ党の思想と比較し、アパルトヘイト政策をホロコーストになぞらえた。そしてホロコーストが全人口を駆逐するのに迅速でより有効な手法であったとし、一方で、食料へのアクセスと衛生に欠けた土地に黒人系南アフリカ人を強制移住させるという国民党の政策は概ね同じ結果をもたらしたと書いている。彼の言葉の中では「アパルトヘイトはナチズムおよび共産主義と同じく悪である」。
1980年代、彼は西側の政治指導者たち、具体的には南アフリカ政府との関係を維持しようとするレーガン、サッチャー、そして西ドイツのヘルムート・コールらを非難し、「人種差別的政策を支持する者はレイシストである」と規定した。ツツはかつてレーガンについて国民党政権に対する融和的なスタンスから「隠れレイシスト（crypto-racist）」であると考えていたが、「今は彼は単純で純粋なレイシストだと述べる」だろうとした。彼と妻は1960年代にイギリス首相アレック・ダグラス＝ヒュームの連邦神学校での講義をボイコットした。ツツはこの行動の理由について、イギリスの保守党は「私たちの心に触れる最も重要な問題に関して忌まわしい振る舞いをした。」と記している。晩年にはまた、多数のアフリカの指導者たちを非難した。例えばジンバブエのロバート・ムガベに対して「アフリカの独裁者の出来損ない」であり、「明らかに気が狂っている」とした。

### 国際的な諸問題について

#### アフリカ大陸の現状
ツツは国内業務の傍らで、アフリカの他の地域での出来事にも注意を向け、1987年にはトーゴのロメで開催された全アフリカ教会会議（AACC）で基調講演を行った。それにおいて彼はアフリカ大陸の全域で抑圧されている人々を支えるために教会に呼びかけ、「アフリカの大部分で現在、自由（freedom）と個人の権利（liberty）が、邪悪な植民地時代よりも存在しないということを認めなければならないのは痛ましいことだ。」と述べた。この会議で、彼はAACCの理事長（president）に選出され、ジョセ・ベロ（José Belo）が事務総長（general-secretar）に選出された。「アフリカの再生（African renaissance）」を大陸全土に呼びかけたこの大会は、ツツとベロの10年間続くパートナーシップを形成した。1989年、彼らはザイールの教会が、モブツ・セセ・セコの独裁政府から距離を置くことを促すため、この国を訪問した。1994年、ツツとベロはAACCとカーター・センターの共同ミッションの中で、戦争で荒廃したリベリアを訪問した。この時彼らはチャールズ・テーラーに面会したが、ツツは彼の停戦の約束を信用することはできなかった。1995年、マンデラはツツをナイジェリアに派遣し、投獄された政治家モシュード・アビオラとオルシェグン・オバサンジョの解放を求めるため、ナイジェリアの軍指導者サニ・アバチャに面会させた。ルワンダ虐殺の翌年である1995年7月、ツツはルワンダを訪問し、彼はキガリの10,000人の人々に説教を行い、南アフリカでの彼の経験を描写して、虐殺を行ったフツ人に対して、彼らの正義よりも慈悲を優先するよう求めた。ツツはまた、世界の他の地域へも旅をした。例えば1999年にはパナマとニカラグアで過ごした。

#### パレスチナ紛争とホロコースト
ツツはまた、パレスチナ紛争について意見を述べた。1989年にニューヨークで、彼はイスラエル国家を建設した神をたたえ、「領土の保全と、その存在を否定する人々からの攻撃に対する基本的な防衛」の権利があることを主張した。彼はカイロで、パレスチナ解放機構の指導者ヤセル・アラファトを訪問し、彼にイスラエルの存在を認めるよう促した。同時に彼はイスラエルがアパルトヘイト時代の南アフリカに武器を供給したことに怒りを表明し、ユダヤ人国家が如何にしてナチス同調者が多数いる政府と共同することができたのか、と困惑を表明した。ガザとヨルダン川西岸地区のイスラエル占領地に言及し、それが南アフリカのアパルトヘイトの状況の「深く、深く、悲惨な」相似であると述べた 。彼は明確なパレスチナ人国家の形成を呼びかけ、自身の批判の重点はより広い意味でのユダヤ人グループではなく、イスラエル政府に向けたものだと強調した。パレスチナ人の主教サミル・カフィティの招待を受け、ツツはエルサレムにクリスマス巡礼をすることを引き受け、ベツレヘム近郊のシェパーズ・フィールド（Shepherd's Field）で説教を行い、2国家共存解決 (Two-state solution) を呼びかけた。その旅程で、彼はまたヤド・ヴァシェムのホロコースト記念館を訪問して献花し、ジャーナリストに許しの重要性について語った。ツツがホロコーストを行った人々への赦しを呼びかけたことは、彼がパレスチナ国家を支援していることと相まって世界中の多くのユダヤ人グループから非難された。このことは、反ユダヤ主義の疑いを免れようと「私の歯科医はコーエン博士だ」などの発言をしたことで更に悪化した。

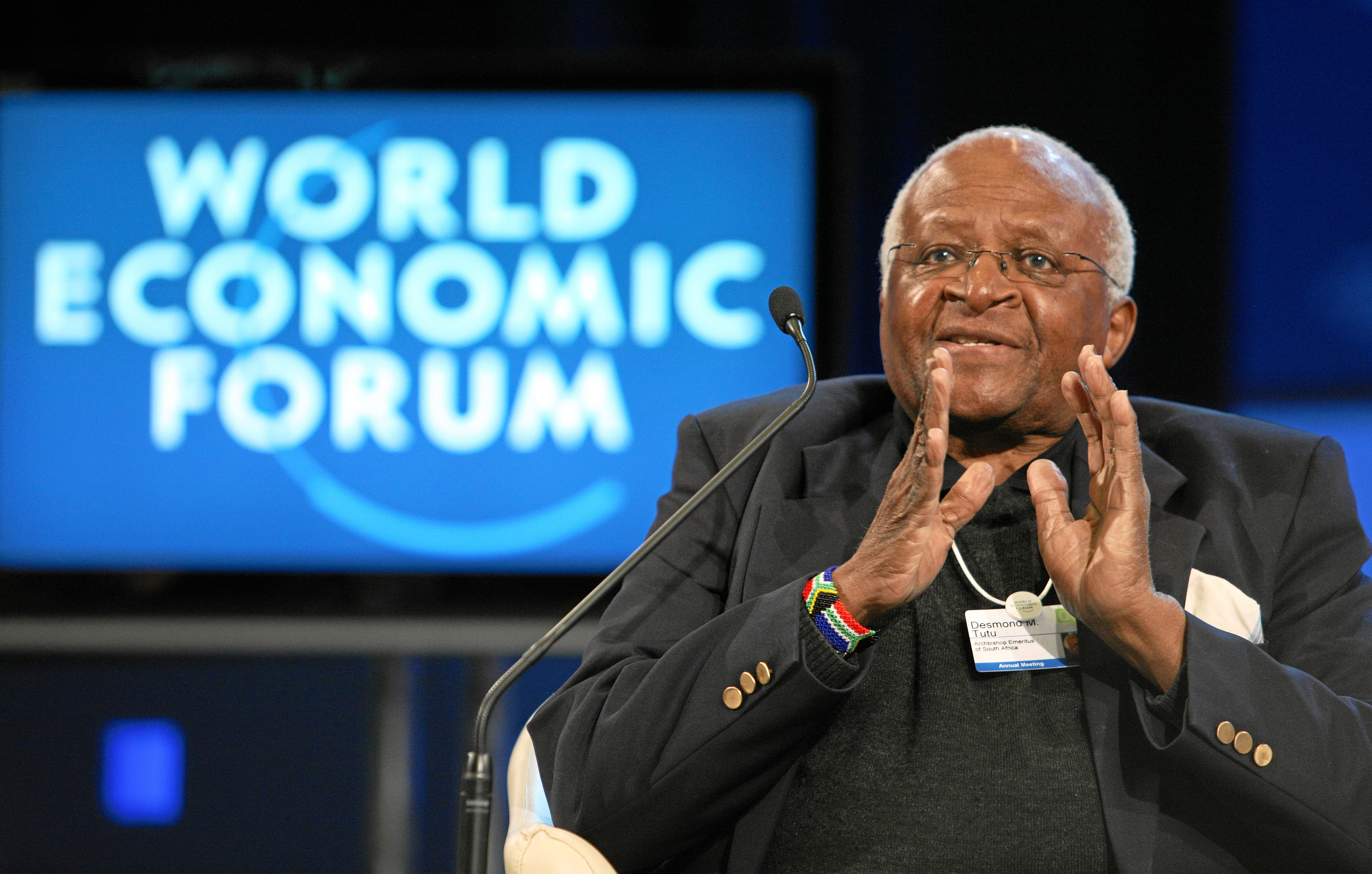
2009年の世界経済フォーラムでのツツ

ツツは、ホロコーストに対する赦しの重要性をその後も説いており、『赦しなくして未来なし（No Future without Forgiveness）』と題する1999年の著作においても、ユダヤ人の心情に理解を示しつつも、未来のために異なる道を模索することを呼びかけている。また、ホロコーストにおいて「殺されてしまった人の代わりに他人が赦す権利などない」とする反論に対し、その意見の正当性を認めつつも、生き残ったユダヤ人が死者に代わってナチを赦せないなら、なぜ死者が受け取るべき賠償金を代わりに受け取っているのか、とユダヤ人の取り組みの矛盾をも指摘した。

#### 北アイルランド紛争について
ツツはまた北アイルランドの問題（The Troubles）についても語った。1988年のランベス会議で、彼はあらゆる側面においても暴力の使用を非難する決議を支持した。ツツは、アイルランド共和党員は選挙権を与えられており、変化をもたらす平和的手段を尽くしてはおらず、したがって武装闘争に頼るべきではない、と考えていた。3年後、彼はダブリンのクライストチャーチ大聖堂から、シン・フェイン党とIRA暫定派を含む全ての派閥に対して相互の交渉を呼びかけた。これらのグループはイギリスのサッチャー政権が関与するのを拒否したグループであった。ツツは1998年と2001年にはベルファストを訪れた。

### 宗教と政治の関係について
彼は不公正な法律に反対することはキリスト教徒の義務であると信じていた。
彼は自身のような宗教指導者たちは政党の外側にとどまるべきであると感じており、ジンバブエのアベル・ムゾレワ、キプロスのマカリオス3世、そしてイランのルーホッラー・ホメイニーを例として挙げ、このような政治と宗教の交叉が問題となっていることを例示している。彼は特定の政党と連合することを避けようと試みた。例えば1980年代にはアメリカの反アパルトヘイト活動家たちにANCとパンアフリカニスト会議の両方を支援するよう促す嘆願書に署名した。1980年代の後半に、政治的役職を得るべきだとする提案があった時、彼はその考えを拒否した。
ツツは自身を社会主義者であると説明し、1986年にはこれに関連して「私のこれまでの経験が示唆するところでは、資本主義は人間の最悪の特徴のいくつかを駆り立てるようだ。食うか食われるか。資本主義は適者生存によって規定されている。私には受け入れがたい。それは資本主義の醜い一面に過ぎないかもしれないが、しかし私は他の面を見たことがない。」と述べている。また彼は1980年代に「アパルトヘイトは自由企業制の評価を損なった」と発言したと伝えられた。ツツはしばしば、「アフリカ共産主義（African communism）」は矛盾である、何故なら（彼の見解では）アフリカ人は本質的に宗教的（spiritual）であり、マルキシズムの無神論と相いれないからだ、というアフォリズムを用いた。彼はソヴィエト連邦と東側諸国のマルキスト政権を非難し、彼らの人々への取り扱い方を南アフリカの国民党のそれと対比した。1985年に彼は共産主義を「全身全霊をもって（with every fiber of my being）」嫌悪していると述べたが、南アフリカの黒人がそれを同盟者にした理由を「あなたが地下牢にいる時、解放の手が差し伸べられたならば、あなたがその手の持ち主の出自を問うことはない」として説明しようとした。

#### ウブントゥ
ツツの「赦し」の思想はキリスト教以上にアフリカ土着の人間観の影響が大きいものである。そのキーワードとなるウブントゥはングニ語で他者との共生意識を表現する言葉であり、「人間性（思いやり、共感）」などと翻訳される。ツツ自身はこの言葉について、「＜ウブントゥ＞を西欧語に翻訳することは、きわめてむずかしい。それは人間であることの、まさに本質を言い表している。ある人を賞賛したいとき、私たちは『○○さんにはウブントゥがある』という。そういわれた人は気前が良く、人を温かく受け入れ、親切で思いやりがあり、憐れみ深い。自分が持っているものを人と分かち合う。それはすなわち、『私の人間性は、あなたの人間性と不可分に結びついている』ということである。私たちは皆、生命の束の一部をなしている。私たちは『人は他の人々を通して人である』と言う。『我思う、ゆえに我あり』ではない。むしろ『私は一部をなし、参加し、分かち合うから人間である』ということだ。」と説明している。
ツツにとってこのウブントゥの精神性は単に土着の伝統的規範意識であるにとどまらず、キリスト教理解の基本的視点でもあった。ツツは旧約聖書の創世神話におけるアダムとイブの創造の説話から、神が互いを必要とする存在として人間を創造し、それゆえに人間は自己完結的ではなく共同的関係を持つべく定められていると理解した。

### 神学

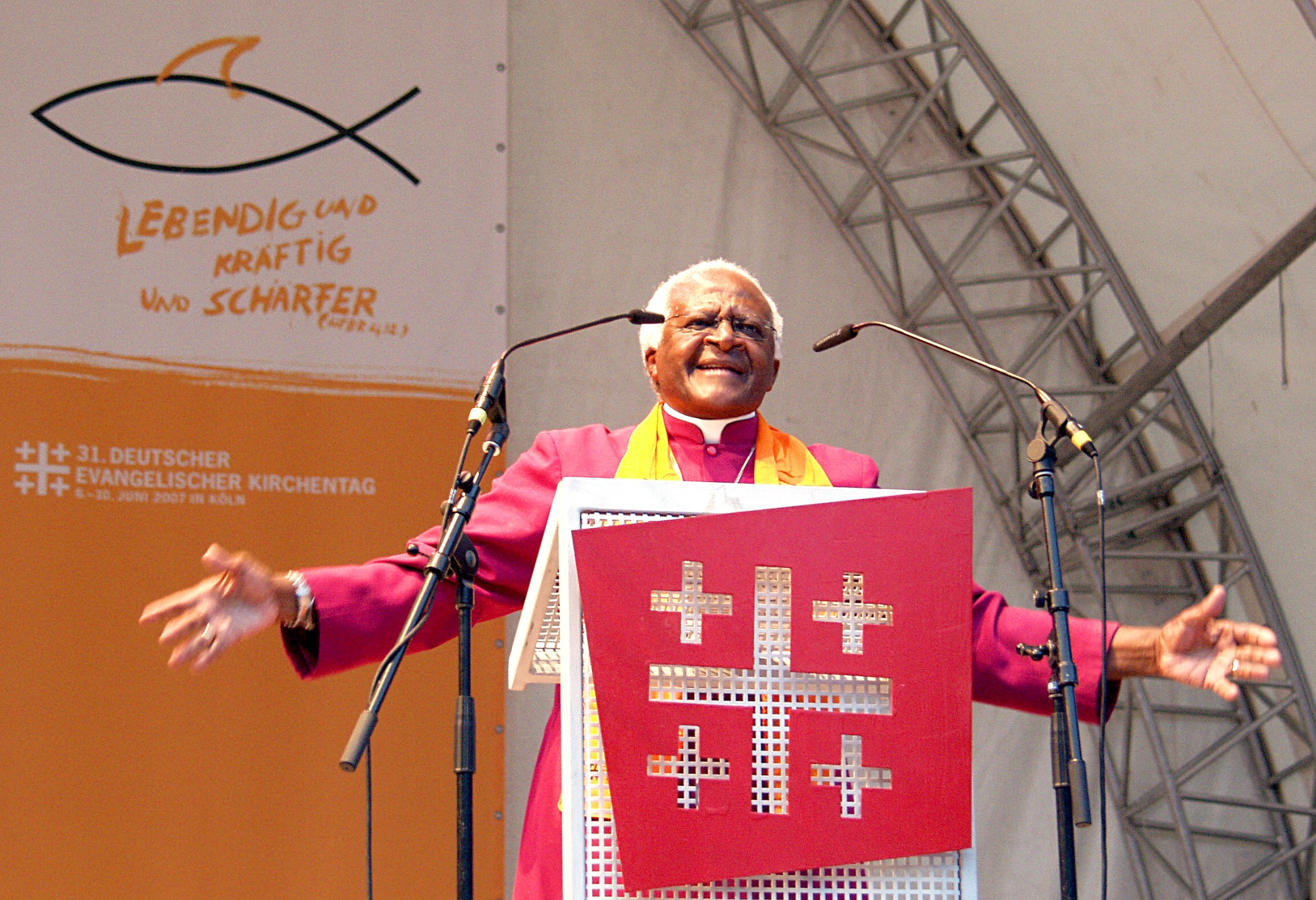
ツツ、2007年、ケルンにて。

ツツは聖公会（Anglicanism）に惹きつけられていた。なぜならば、それに寛容と包括性を見出し、聖書と伝統に寄り添いつつ理性に訴えかけていると見たためである。また、それを構成する諸教会は、いかなる中央集権的な権力からも自由であった。ツツの聖公会へのアプローチは、実際のところアングロ・カトリシズムとして特徴づけられる。彼は内部の小競り合いが絶えないアングリカン・コミュニオンを家族と見做した。
1970年代、ツツは黒人神学（black theology）とアフリカ神学（African theology）双方の提唱者となり、この2つのキリスト教思想の学派を融合させる方法を探求した.。彼は、特定の神学の一派（any particular variant of theology）が普遍的有効性を持つという考え方を拒否し、神学はそれらが存在する社会文化的条件の「文脈」に関係性を保持しなければならないとした。
ツツは西洋の神学がアフリカ人が問うていない問題についての答えを探しているという見解を表明した。ツツにとっては、アフリカのキリスト教によって2つの大きな疑問が提示されていた。それは外来のキリスト教の信仰表現を真のアフリカ人の方法に置き換える方法についてと、人々を隷属から解放する方法についてであった。彼は同時代のアフリカ人が持つ神についての理解と、旧約聖書における神の特徴とについて、多くの類似点があると信じていた。
真実和解委員会の議長を務めていた時、ツツは明らかにキリスト教のモデルによる和解を提唱した。その一環として、彼は南アフリカ人が、彼ら自身の行動が引き起こした結果を受け入れ、そのダメージに正面から対峙しなければならないと信じていた。その一部として、彼はアパルトヘイトの加害者と受益者は自身の行為を認めなければならないが、アパルトヘイト制度の被害者は広い心で応じなければならないと信じており、赦すことが「福音の指示（gospel imperative）」であると述べた。
それと同時に、責任ある者たちは賠償の形で真の懺悔を表明しなければならないと論じた。

## 評価と影響

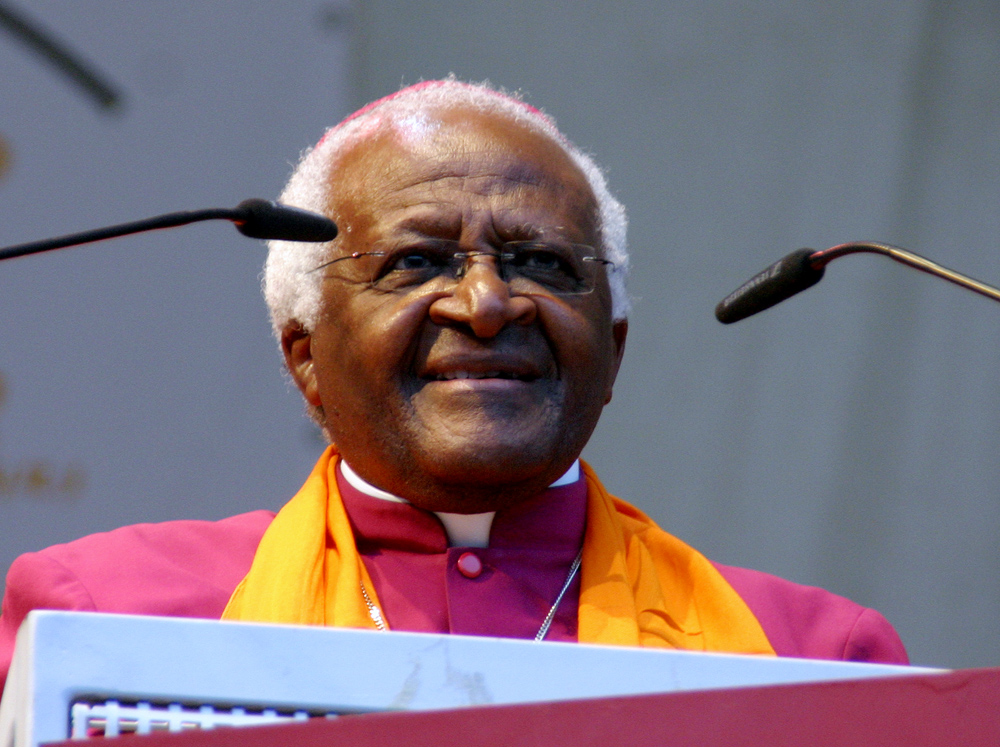
2007年、ドイツ福音教会会議でのツツ。

ギッシュはアパルトヘイトが崩壊する時までに、ツツはその「正義と和解に対する不屈の姿勢と、比類なき清廉さ」によって「世界規模の尊敬」を得ていたと記している。アレンによれば、ツツは「反アパルトヘイトの闘争を海外に知らしめるために、強力かつユニークな貢献をした」。これは特にアメリカ合衆国において顕著であった。合衆国では、彼は南アフリカの有力な反アパルトヘイト活動家として浮かび上がることができた。なぜならば、（マンデラやANCの他のメンバーと異なり）、ツツは南アフリカ共産党と関係を持っておらず、従って冷戦期の時代のアメリカの反共感情の中でも受け入れられやすかったためである。アレンによれば、アパルトヘイトの終焉後、ツツは「恐らくは、ゲイとレズビアンの権利を説く世界で最も重要な宗教指導者」となった。最終的にアレンは、恐らくツツの「最も偉大な遺産」は彼が「21世紀に入った世界へ、人間社会の本質を表現するための1つのアフリカモデル」を提供したことであると考えている。
1970年代と1980年代の間にツツへの注目が高まる中、それに対する反応は「極端な二極化（sharply polarized）」であった。彼は黒人ジャーナリストたちから多くの賞賛を受け、投獄された反アパルトヘイト活動家を激励し、後に多くの黒人の親たちが子供に彼の名前を付けることになった。1984年までに（ギッシュによれば）ツツは「南アフリカの自由への闘争を体現」していた。これとは逆に、南アフリカの白人少数派からツツが受けた反応はより様々であった。ツツを非難した人々の大部分はアパルトヘイトと白人少数派の支配からの変化を望まない保守派の白人であった。ツツを非難した白人の多くは、ツツが南アフリカに対する経済制裁を呼びかけており、人種間の暴力が迫っていると警告を発していたことに対して憤慨していた。この敵意はツツへの不信とイメージをゆがめる政府のキャンペーンによって増幅された。アレンは、1984年にツツは「白人の南アフリカ人にとって、黒人指導者の中でも特に目の上のたんこぶと言うべき存在」であり、この反感は極右の政府を超えてリベラルの間にも広がっていたと記している。
ツツはまた、反アパルトヘイトと、黒人の南アフリカ人コミュニティからも非難を受けた。多くの黒人反アパルトヘイト活動家は彼が穏健に過ぎ、特に白人との親善関係の構築に重点を置きすぎているとみなしていた。ギッシュによれば、ツツは「全ての穏健派にとっての永遠のジレンマに直面していた。彼はしばしば、同じ道を進ませようとした2つの敵対的な陣営の双方から疑惑の目で見られた」。例えばアフリカ系アメリカ人の市民権運動家、バーニス・パウエル（Bernice Powell）はツツが「白人に甘すぎる」と不満を述べ、ズールー族の指導者マンゴスツ・ブテレジは個人的に、ツツの性格には「根本的に間違っていること」があると主張した。ツツのマルクス主義的共産主義と東側諸国の諸政府に対する批判的視点、そして、これらの政権とナチズムやアパルトヘイトのような極右イデオロギーとを並べて評したことは南アフリカ共産党から1985年に批判を受けた。

### 受賞

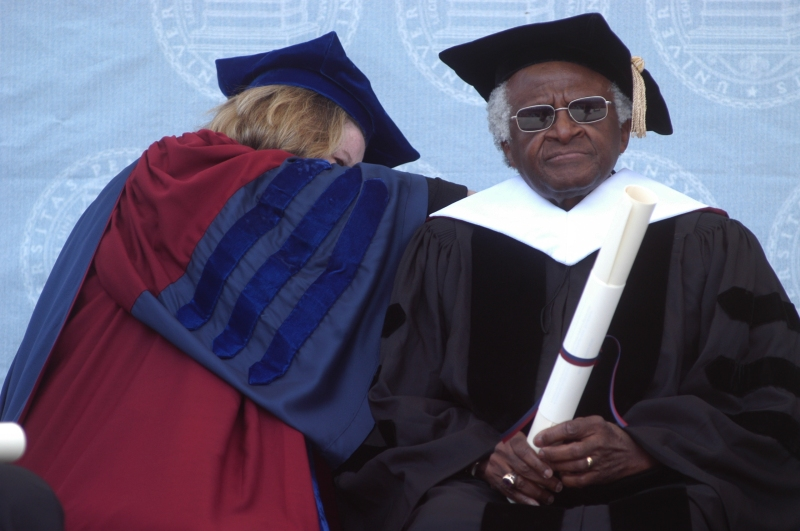
ペンシルバニア大学でのツツ

ツツは数多くの国際的な賞と名誉学位を、特に南アフリカ、イギリス、アメリカから授与されている。2003年までに、彼はおよそ100の名誉学位を保持していた。多くの学校と奨学金に彼の名前が付けられている。例えば、2000年にはクラークスドープのマンシーブル図書館（Munsieville Library）がデズモンド・ツツ図書館と改名された。フォート・ヘア大学では、デズモンド・ツツ神学校（the Desmond Tutu School of Theology）が2002年に開校した。

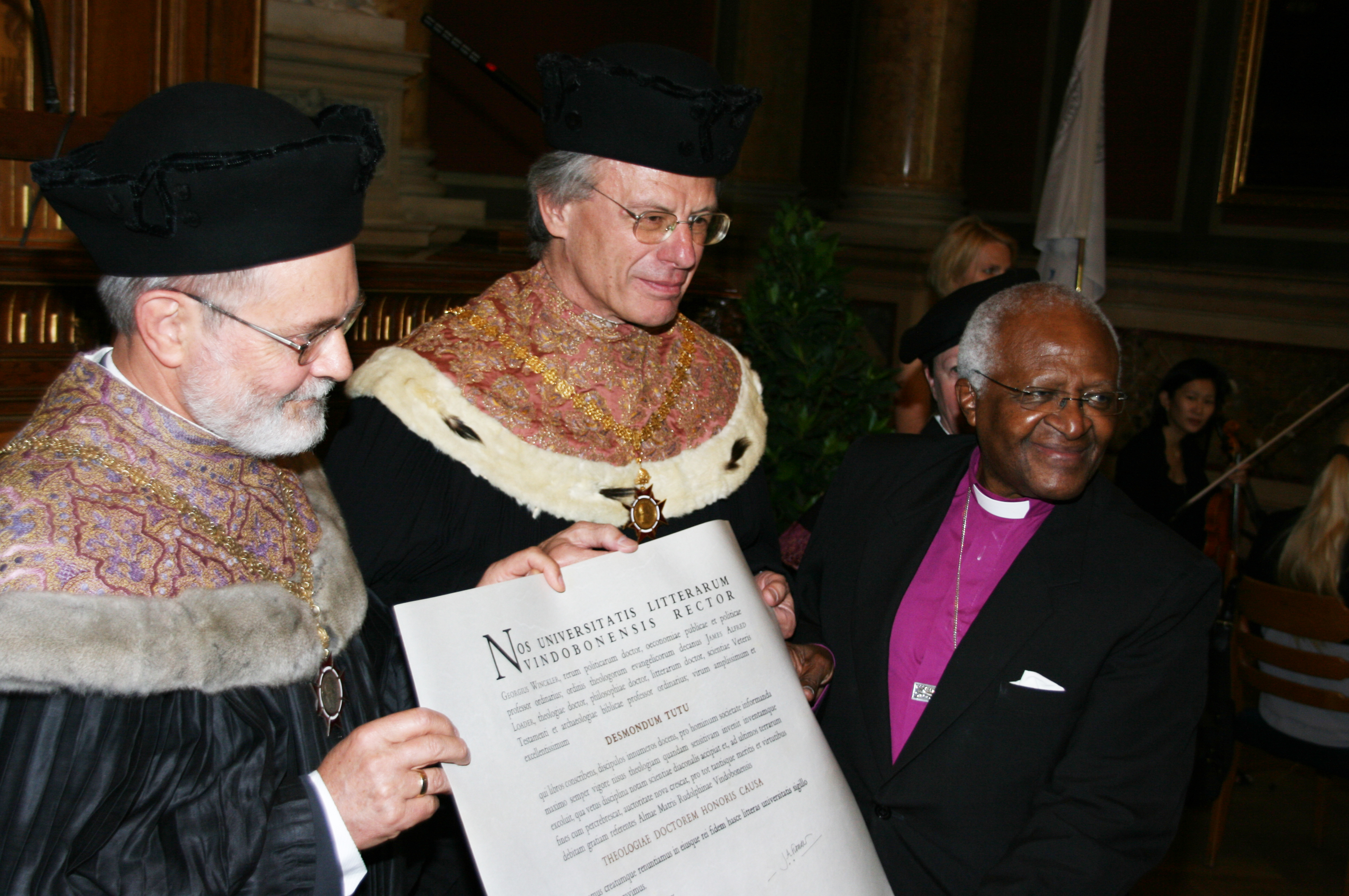
ウィーンのプロテスタント神学部（The Faculty of Protestant Theology）でのツツ

1984年10月16日、当時主教であったツツはノーベル平和賞を受賞した。ノーベル委員会はこの理由として「南アフリカにおけるアパルトヘイトの問題を解決するための運動における統一的指導者としての役割」を挙げている。これはツツと、当時ツツが指導していた南アフリカ教会協議会（The South African Council of Churches）への支持のジェスチャーであるとみなされた。1987年、ツツはパーチェム・イン・テリス賞を受賞した。これは1963年のヨハネ23世による、全ての国家の平和を確保することを、全ての善意の人々に呼びかける回勅の書簡「パーチェム・イン・テリス」から命名されたものである。
1999年7月、ツツは反奴隷運動家ウィリアム・ウィルバーフォースの人生と業績を記念する、キングストン・アポン・ハルでの年次ウィルバーフォース講演会（the annual Wilberforce Lecture）に招待された。ツツはこの機会を使って、伝統的に自由を支持し、南アフリカでアパルトヘイトに立ち向かう人々と共にあったこの都市の市民を賞賛した。彼はまた名誉市民権を授与された。
ツツはイタリア、ウェールズ、イングランド、コンゴ民主共和国の都市で名誉市民権を授与された。彼は著名な大学の数多くの博士号とフェローシップを持っている。フランスによってGrand Officerの勲等のレジオンドヌール勲章に指名され、ドイツからはGrand Crossの勲等のドイツ連邦共和国功労勲章を授与され、1999年にはシドニー平和賞を受賞した。彼はまた、ガンディー平和賞、キング・フセイン賞（the King Hussein Prize）、そして国際的な和解と理解のためのマリオン・ドーンホフ賞（the Marion Doenhoff Prize）を受賞している。2008年、イリノイ州知事のロッド・ブラゴジェビッチは5月13日を'Desmond Tutu Day'とすることを宣言した。イリノイ州訪問の際、ツツはリンカーン・リーダーシップ賞（Lincoln Leadership Prize）を受賞し、彼の肖像画がスプリングフィールドのエイブラハム・リンカーン・プレジデンシャル図書館に展示される予定である。女王エリザベス2世は2017年9月に、彼をGrand Crossの勲等の聖ヨハネ勲章授与者とした。
2013年、彼は「愛と赦しのような信仰の原理を前進させる生涯の働き」によって1,100万ポンド（1,600万米ドル）のテンプルトン賞を受賞した。

## 著作
ツツは7つの説教集とその他の本の著者である。
- Crying in the Wilderness, Eerdmans, 1982. ISBN 978-0-8028-0270-5
- Hope and Suffering: Sermons and Speeches, Skotaville, 1983. ISBN 978-0-620-06776-8
- The Words of Desmond Tutu, Newmarket, 1989. ISBN 978-1-55704-719-9
- The Rainbow People of God: The Making of a Peaceful Revolution, Doubleday, 1994. ISBN 978-0-385-47546-4
- Worshipping Church in Africa, Duke University Press, 1995. ASIN B000K5WB02
- The Essential Desmond Tutu, David Phillips Publishers, 1997. ISBN 978-0-86486-346-1
- No Future without Forgiveness, Doubleday, 1999. ISBN 978-0-385-49689-6
- An African Prayerbook, Doubleday, 2000. ISBN 978-0-385-47730-7
- God Has a Dream: A Vision of Hope for Our Time, Doubleday, 2004. ISBN 978-0-385-47784-0
- Desmond and the Very Mean Word , Candlewick, 2012. ISBN 978-0-763-65229-6
- The Book of Forgiving: The Fourfold Path for Healing Ourselves and Our World, HarperOne, 2015. ISBN 978-0062203571